# Saison 1998-1999 de l'Olympique de Marseille
Maillots
Chronologie
Saison précédente Saison suivante
La saison 1998-1999 de l'Olympique de Marseille commence officiellement le 8 août 1998 et elle se termine le 29 mai 1999, les deux dates l'opposant au Football Club de Nantes. Le club célèbre son centenaire puisqu'il est créé en 1899 et l'équipe marseillaise est engagée dans quatre compétitions : le championnat de France de première division, la Coupe de France et la Coupe de la Ligue au niveau national ainsi que la Coupe UEFA au niveau européen.
Le club olympien est entraîné par Rolland Courbis et il compte notamment dans ses rangs Laurent Blanc, Christophe Dugarry et Robert Pirès, tous trois champions du monde avec l'équipe de France lors de l'été 1998.
Cette saison se caractérise principalement par une double place de second. Jusqu'au début du mois de mai, le club phocéen prétend légitimement à un doublé Coupe UEFA-Championnat. Il se qualifie le 20 avril 1999 en finale de la Coupe UEFA aux dépens du club italien du FC Bologne et il est premier au classement le 30 avril 1999 au soir de la 31e manche, soit à trois journées du terme du championnat. Il s'avère que l'OM termine finaliste de la coupe européenne contre le club italien de l'AC Parme puis dauphin des Girondins de Bordeaux en Division 1.
Les parcours en coupes nationales sont éclipsées par ces deux performances et par les éliminations précoces, toutes deux contre le Racing Club de Lens.
Le bilan de fin de saison se solde entre l'amertume d'une saison blanche et la satisfaction d'une troisième finale européenne en neuf ans couplée à une place qualificative directe pour la Ligue des champions 1999-2000. Les autres faits marquants de la saison sont le mano à mano avec Bordeaux, l'« affaire Bruno Derrien - Éric Roy », le match PSG - Bordeaux de la 34e journée ou le RC Lens vu comme la bête noire de l'OM.

## Centenaire de l'OM
L'Olympique de Marseille est créé en 1899 et célèbre donc son centenaire. À cette occasion, le club adopte un logo spécial pour la saison. Les lettres O et M entrelacées, blanches à liseré bleu, changent de couleur ; le O est doré et le M est bleu ciel. Le fond du logo, transparent, est rempli par du bleu roi. Le cartouche barrant les lettres et contenant l'inscription Droit au but est supprimé. La devise est notée dans la partie basse de la lettre O et les nombres 1899 100 1999 sont présents dans la partie haute. L'étoile dorée célébrant la victoire en Ligue des champions, habituellement au-dessus du logo, est insérée dans le fond bleu roi entre les deux barres obliques du M. Un maillot à dominante or est également édité, accompagné d'un short et de chaussettes couleur bleu roi. La nouvelle tenue complète les traditionnels jeux de maillots domicile blanc et extérieur bleu.
Avant-saison, le principal objectif des dirigeants et des joueurs est le sacre de champion de France afin de fêter dignement les 100 ans du club. Une politique de transfert ambitieuse est faite en ce sens et des joueurs comme Robert Pirès relayent cet objectif dans la presse lors des interviews.
Le centenaire du club est également l'occasion de publier des ouvrages et une vidéographie. Pierre Echinard et Alain Pécheral coécrivent le livre officiel : « Cent ans d'OM », constitué de deux tomes, le premier étant OM : un siècle de légende et le second L'OM dans tous ses états. Henri-Paul Amar réalise une VHS publiée en octobre 1998 : L'OM - un siècle, une légende.

## Compétitions
L'Olympique de Marseille participe pour la quarante-neuvième fois dans son histoire au championnat de France qui en est à sa soixante-et-unième édition. Il s'agit de sa troisième participation consécutive depuis sa remontée en Division 1 1996-1997. L'OM a gagné huit fois le championnat soit deux trophées de moins que l'AS Saint-Étienne et un de plus que le FC Nantes.
À l'aube de la saison et toutes éditions confondues, les quarante-huit championnats disputés par le club le place à égalité avec le RC Strasbourg et derrière le FC Sochaux (52), l'AS Saint-Étienne (49) et le FC Metz (49). L'OM cumule 742 victoires pour 2856 buts marqués en championnat de France, soit la deuxième meilleure performance dans ces deux domaines après l'AS Saint-Étienne qui cumule 793 victoires et 2965 buts marqués. Les Stéphanois évoluant en deuxième division, leur bilan reste inchangé et cette saison 1998-1999 permet à l'OM de combler l'écart en passant à 763 victoires pour 2912 buts marqués.
Le club marseillais participe à l'ensemble des éditions de la Coupe de France et de la Coupe de la Ligue depuis la création de ces deux compétitions, respectivement en 1917-1918 et en 1994-1995. L'OM s'engage ainsi dans sa quatre-vingt-deuxième Coupe de France et sa cinquième Coupe de la Ligue. Ses meilleures performances sont dix victoires en Coupe de France et le stade des quarts de finale en Coupe de la Ligue 1995-1996 et 1997-1998,.
En participant à la Coupe UEFA, le club olympien dispute la seizième saison européenne de son histoire. Jusqu'alors, l'OM a participé six fois à la Coupe d'Europe des clubs champions / Ligue des champions, trois fois à la Coupe des coupes et six fois à la Coupe des villes de foire / Coupe UEFA. Sa précédente participation européenne est celle en Coupe UEFA 1994-1995. La meilleure performance du club en Coupe UEFA est le stade des seizièmes de finale et il les atteint trois fois en 1962-1963, 1973-1974 et 1994-1995.
| Compétition       | Débute au tour | Place ou tour final | Première rencontre | Dernière rencontre | Nombre de matchs |
| ----------------- | -------------- | ------------------- | ------------------ | ------------------ | ---------------- |
| Division 1        | -              | Vice-champion       | 8 août 1998        | 29 mai 1999        | 34               |
| Coupe de France   | 1/32 de finale | 1/16 de finale      | 23 janvier 1999    | 20 février 1999    | 2                |
| Coupe de la Ligue | 1/16 de finale | 1/16 de finale      | 10 janvier 1999    | 10 janvier 1999    | 1                |
| Coupe UEFA        | 1/32 de finale | Finaliste           | 15 septembre 1998  | 12 mai 1999        | 11               |

### Division 1

#### Journées 1 à 17: Phase aller
La saison commence par la réception du FC Nantes au stade Vélodrome. Le club nantais réalise une partie solide et profite de la période de rodage de l'OM qui a assez largement modifié son onze de départ par rapport à l'édition précédente. Cependant, l'Olympique de Marseille compte sur certaines valeurs sûres comme le capitaine Laurent Blanc. Il est qualifié d'impérial en défense et parvient également à placer une tête qui inquiète Mickaël Landreau lors d'un coup franc offensif. L'autre valeur sûre est le gardien Andreas Köpke qui réalise trois interventions décisives en quinze minutes dont un arrêt du pied lors d'un face-à-face avec Antoine Sibierski alors que le but nantais semble promis. Fabrizio Ravanelli et Éric Roy marquent au cours de la deuxième mi-temps et permettent à l'OM de clore la 1re journée par une victoire.
Le match suivant, le club marseillais se déplace au stade Saint-Symphorien chez le FC Metz, vice-champion de France en titre. L'entraîneur Rolland Courbis reste fidèle au management qu'il souhaite instaurer tout au long de la saison, à savoir une rotation importante et constante des titulaires. Andreas Köpke et Patrick Colleter restent à Marseille, Florian Maurice et Robert Pirès sont remplaçants et des visages inédits apparaissent comme le gardien Stéphane Porato, les défenseurs William Gallas et Pierre Issa, le milieu de terrain Peter Luccin ou l'attaquant Christophe Dugarry. L'OM semble être chanceux lorsque le messin Jeff Strasser manque l'occasion d'ouvrir le score en ratant le cadre alors qu'il est à trois mètres des cages. À l'inverse, les Olympiens affichent de l'efficacité sur l'action Éric Roy - Jocelyn Gourvennec qui amène le 0-1. Le FC Metz est quelque peu démoralisé et ne s'investit plus vraiment durant le reste du match ce qui permet une deuxième victoire de l'OM.
La 3e journée se dispute à domicile contre le Montpellier HSC (MHSC) et le club marseillais reste sans victoire à domicile contre ce dernier depuis huit saisons. L'adversaire est une équipe modeste, son fer de lance est Xavier Gravelaine et les visiteurs sont les premiers surpris de mener 0-4 à la mi-temps dont trois buts inscrits en huit minutes. L'OM parvient à inverser la tendance en seconde période dans un match qui reste mémorable a posteriori. Christophe Dugarry entre en jeu, délivre une passe décisive pour Florian Maurice puis inscrit les 2e et 3e buts marseillais. À 3-4, l'Olympique de Marseille assiège la défense du MHSC et Éric Roy égalise à six minutes du terme. Un dernier penalty est transformé par Laurent Blanc et offre la victoire 5-4 à Marseille. Après-match, le tour d'honneur dans un stade en liesse remplace les sifflés nourris de la fin de la première mi-temps. L'OM s'empare également de la tête du championnat.
Ce match est régulièrement cité comme le match de l'année ou faisant partie des « top matchs » de l'histoire du club. En 2010, le magazine So Foot réalise un article qui revient sur cette rencontre et il y écrit en préambule : « Si la légende de l'OM s'est nourrie de multiples exploits européens ou de titres hexagonaux, c'est pourtant un simple Marseille-Montpellier, match de championnat d'une saison de feu bouclée sans titre, qui a constitué le plus fou des scénarios de l'histoire du club ».
Les Olympiens possèdent un statut d'équipe crainte et respectée à la suite de cette victoire qui est unanimement saluée par la presse sportive qui y voit le symbole du renouveau du club marseillais. Ainsi, la majorité des amateurs de football pensent à une victoire nette au stade Jules-Deschaseaux du Havre face à une équipe classée 14e et qui encaisse cinq buts en trois matchs. Cependant, les joueurs de l'OM ne se créent quasiment aucune occasion durant la rencontre bien qu'ils maîtrisent techniquement leur adversaire (HAC) et qu'ils alignent quatre attaquants. Les deux actions les plus franches se produisent en première mi-temps et à chaque fois, le défenseur Džoni Novak dégage le ballon sur sa ligne. Finalement, le HAC réalise presque un hold-up dans les derniers instants de la partie mais Stéphane Porato réalise un arrêt. L'argument avancée pour expliquer la contre-performance marseillaise est la fatigue accumulée lors d'OM - MHSC. Après-match, il se dégage un sentiment de deux points perdus plutôt que d'un gagné car dans le même temps se produit le premier chassé-croisé de la saison entre Marseille et Bordeaux. Les Girondins possèdent douze points tandis que l'Olympique de Marseille passe 2e et compte dix points.

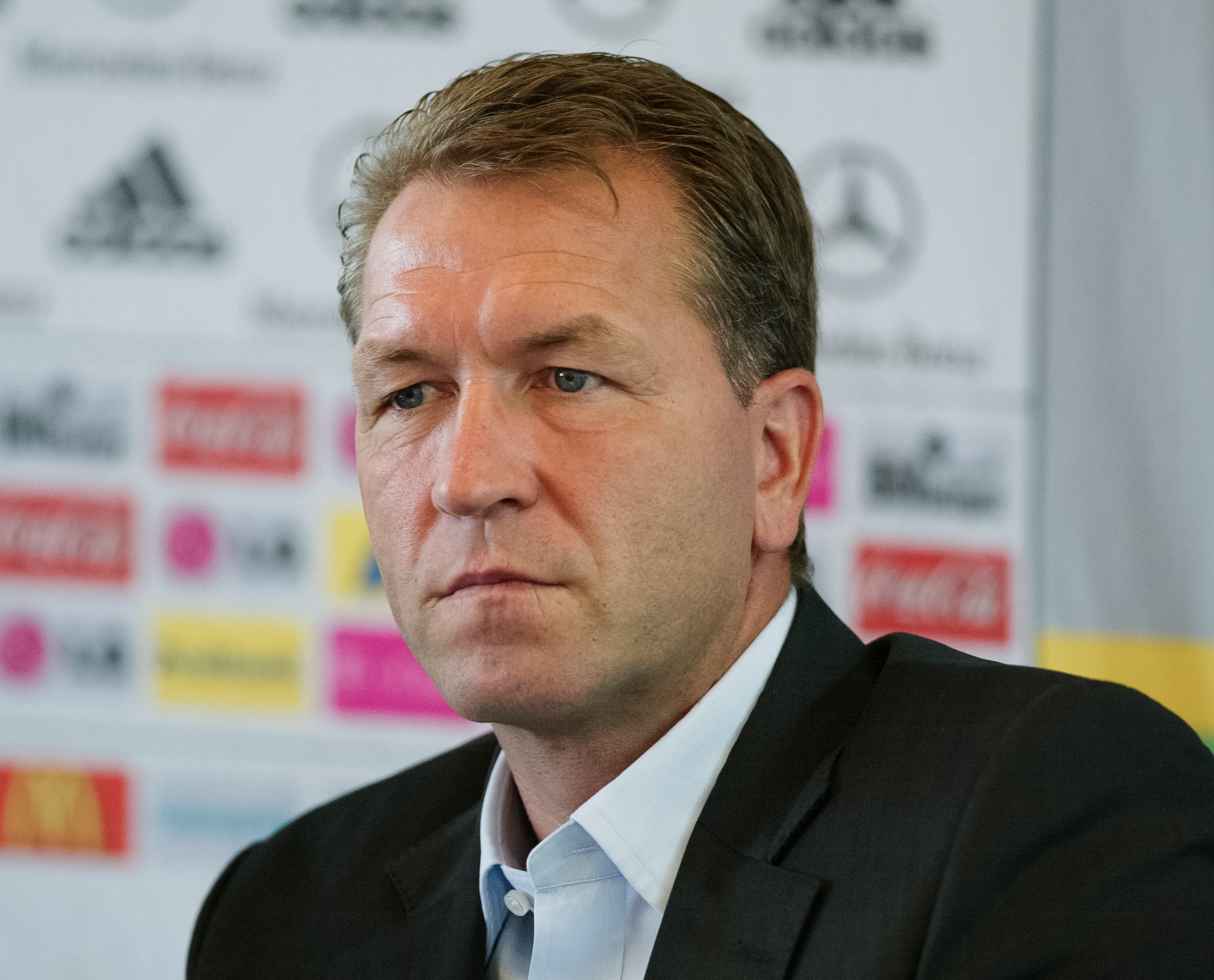
Andreas Köpke quitte l'OM lors du mercato hivernal car la concurrence avec Stéphane Porato ne lui convient pas.

Le club marseillais dispute deux rencontres consécutives à domicile à l'occasion des 5e et 6e journées et le premier match l'oppose au Stade rennais. Les carences aperçues lors de la première mi-temps contre le Montpellier HSC se reproduisent : les joueurs olympiens affichent un jeu brouillon, sans panache et ne parviennent pas à profiter de la tactique très défensive de Rennes qui joue regroupé dans son camp et qui compte sur son gardien Christophe Revault. De nouveaux sifflés nourris accompagnent les Marseillais lors de la pause. Les entrées de Titi Camara et Christophe Dugarry au cours de la seconde période ainsi que de meilleures intentions dans le jeu se soldent par l'ouverture du score de Florian Maurice d'un retourné acrobatique qui fait suite à un contrôle de la poitrine dans la surface de réparation adverse. La victoire semble acquise mais la défense de l'OM affiche toujours de la fébrilité à l'image d'une passe de William Gallas au rennais Shabani Nonda qui obtient un corner à la 90e minute. Le stade rennais marque sur cette action par l'intermédiaire de Jean-Luc Dogon et l'Olympique de Marseille perd de nouveau deux points et se classe 4e à quatre unités des Girondins de Bordeaux, leur futur adversaire. En interne, le gardien Andreas Köpke qui est remplaçant depuis la 2e journée affiche quelques signes d'impatience.
Le OM - Bordeaux de cette saison-ci se place en digne héritier des confrontations au sommet de la fin des années 1980 et plus de 56 000 spectateurs sont présents au stade. Le club marseillais domine l'ensemble de la première période mais ne parvient pas à ouvrir le score et, à l'inverse, le FCGB marque sur son unique occasion à la 43e minute par l'intermédiaire de Kaba Diawara. L'avance au tableau d'affichage de Bordeaux ne dure que deux minutes puisque Fabrizio Ravanelli égalise et les deux équipes rentrent au vestiaire avec un score de parité. L'ambiance dans le stade Vélodrome est survoltée lorsqu'Éric Roy donne l'avantage à l'OM et que l'équipe continue sa mainmise sur la rencontre. Cependant, les Marseillais loupent un nombre important d'occasion de marquer un troisième but et les Girondins obtiennent le résultat nul 2-2 grâce à un second but de Kaba Diawara à la 90e minute. Le résultat est mal accepté par les supporters puisque l'objectif de prendre 6 points sur 6 n'est pas atteint et que les deux victoires marseillaises qui se dessinaient se soldent sur des résultats nuls concédés dans les tout derniers instants.

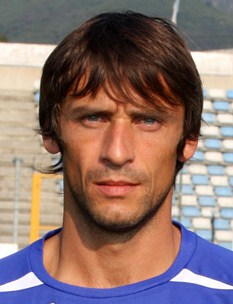
Le bastiais Pierre-Yves André dispute les 90 minutes du match contre l'OM.

L'OM se déplace sur le terrain du Sporting Club de Bastia lors de la journée suivante et désire faire oublier ses deux matchs nuls consécutifs à domicile couplé au 0-0 obtenu contre le HAC lors de la 4e journée. Ainsi, l'équipe marseillaise aborde son match à Bastia avec le plus grand sérieux et la volonté de gagner. Les Bastiais pratiquent un jeu offensif qui met à mal leur adversaire mais se heurte à la principale force de l'OM dans cette rencontre qui est son milieu axial Éric Roy - Peter Luccin - Robert Pirès (ce dernier ouvre le score). Le match connait également un intense duel entre l'attaquant marseillais Titi Camara et le gardien corse Éric Durand. À 0-0, alors que l'ensemble des spectateurs s'attendent à un but tout fait, l'attaquant, libre et seul face au gardien, manque son duel. À 0-1, le même scénario se répète une deuxième fois et le portier corse sort de nouveau vainqueur du duel puis dans la minute qui suit un troisième cas similaire se produit. Ce coup-ci, Titi Camara transforme son tir en but et permet à l'OM de gagner par 0-2. À la suite de ce but, l'attaquant guinéen tombe à genoux, pleure et il explique après-match qu'il se sentait comme marabouté et qu'il a conjuré le mauvais sort en marquant.
Le match suivant oppose le club marseillais au Toulouse FC (TFC). L'Olympique de Marseille, en net regain de forme, vient de battre le club tchèque du Sigma Olomouc par 4-0 en Coupe UEFA et reste sur une victoire 0-4 au Stadium de Toulouse lors du championnat précédent. C'est pourquoi le TFC joue quasi exclusivement la défense et subit les Marseillais tout au long de la rencontre, Florian Maurice puis Fabrizio Ravanelli offrant la victoire 2-0. La soirée est favorable à l'OM puisque dans le même temps l'Olympique lyonnais et les Girondins de Bordeaux perdent à Nantes et Bastia. Le club double ainsi les Lyonnais en remontant à la 2e place et ne sont plus qu'à un point du premier.
À l'occasion de la 9e journée, les Olympiens se déplacent au stade de la Meinau à Strasbourg. Depuis leur remonté en première division deux saisons auparavant, l'OM affronte quatre fois le Racing Club de Strasbourg (RCS) et reste sur 1 match nul et 3 défaites. Cette statistique, vue différemment d'un camp à l'autre, est une raison supplémentaire pour les joueurs marseillais et strasbourgeois de s'imposer. L'OM est malmené par l'équipe locale qui entre tambour battant dans le match puis il prend de plus en plus d'assurance tandis qu'à l'inverse, le RCS baisse en intensité. Hormis dans le premier quart d'heure puis sur une action de jeu qui aboutit à une frappe de l'ancien Marseillais Teddy Bertin sur le poteau à la 21e minute, la domination de l'Olympique de Marseille se traduit par un doublé de Florian Maurice et une victoire 0-2. Bordeaux gagne également et les deux clubs ont 5 et 4 unités d'avance sur l'AS Monaco, 3e avec 17 points.
Huit jours plus tard, le club marseillais reçoit le FC Sochaux, promu en 1re Division et dernier. Avant-match, les Olympiens ont une obligation de résultat de par les positions respectives au classement des deux clubs et par le fait que le FCGB ne joue que le lendemain contre l'AS Nancy et que l'hypothèse d'une défaite du leader en Lorraine est très improbable. Au-delà de maintenir la pression sur Bordeaux, l'autre objectif de la rencontre est de tenter d'inscrire un maximum de but afin d'améliorer la différence de buts. L'entame de match est marseillaise et l'on la qualifie de « siège sur la défense sochalienne ». Cependant, Florian Maurice puis Fabrizio Ravanelli tirent sur les poteaux et le gardien de Sochaux multiplie les arrêts ; ainsi les spectateurs marseillais s'interrogent de plus en plus sur les possibles conséquences négatives des contre-attaques adverses. À deux minutes du terme de la première mi-temps, Fabrizio Ravanelli ouvre le score puis la physionomie de la rencontre change complètement. L'OM apparaît comme solide et un score fleuve en sa faveur est attendu. Trois nouveaux buts sont inscrits par l'Italien et Titi Camara. Ce match est également le dernier d'Andreas Köpke en championnat avec l'Olympique de Marseille,.
Le 29 octobre 1998, le club marseillais affronte un second promu de 2e Division en se déplaçant au stade du Moustoir, terrain du Football Club de Lorient. Là aussi, la 15e place en championnat et la série de six matchs consécutifs sans victoire du club breton donne l'OM gagnant mais le scénario est inverse et les Lorientais dominent l'ensemble de la première période grâce à un jeu léché et surtout ardent. Cela se symbolise par l'ouverture du score de l'ancien Olympien Ali Bouafia. L'entraîneur marseillais Rolland Courbis décide au sortir des vestiaires de passer de quatre à trois défenseurs et d'ajouter une force offensive en remplaçant Patrick Colleter par Fabrizio Ravanelli. Ce dernier se montre très influent sur le reste de la rencontre puisqu'il inscrit un doublé aux 55e et 66e minutes puis délivre une passe décisive pour Robert Pirès en toute fin de match. L'Olympique de Marseille profite de la défaite des Girondins de Bordeaux contre le Racing Club de Strasbourg et s'empare de la première place avec 2 points d'avance.

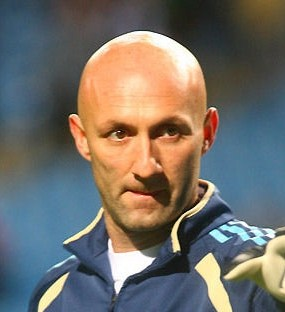
Fabien Barthez, champion d'Europe avec l'OM en 1993, joue pour l'AS Monaco en 1998-1999.

La 12e journée voit la réception de l'AS Monaco (ASM) devant 56 300 spectateurs et quatre champions du monde français sont présents sur la pelouse : les trois Marseillais Laurent Blanc, Christophe Dugarry, Robert Pirès et le Monégasque Fabien Barthez, lui aussi passé par l'OM au début de la décennie. Monaco surprend par sa tactique de jeu « comme à la maison » en effectuant un pressing haut et constant dans la moitié de terrain adverse. Cependant, cette envie est stérile et la partie s'oriente vers un jeu rude et intense, allant rapidement d'une cage à l'autre. Cette intensité se symbolise par la faute du joueur de l'ASM Franck Dumas en position de dernier défenseur, sanctionné d'aucun avertissement, ou par le carton rouge reçu par Peter Luccin à la demi-heure de jeu et qui oblige l'OM à jouer à 10 contre 11 durant une heure. À partir de cet instant, le club marseillais se montre plus solidaire et il est le plus dangereux. Pour autant, l'AS Monaco prend les dessus au fur et à mesure en profitant de sa supériorité numérique mais elle ne parvient pas à ouvrir le score. Le club monégasque continue son jeu rude et écope de quatre cartons jaunes en seconde mi-temps dont un deuxième à la 88e minute pour Muhamed Konjić et synonyme d'exclusion. La rencontre s'achemine vers un résultat nul lorsque Florian Maurice offre la victoire à Marseille dans les derniers instants. Dans le même temps, Bordeaux remporte le derby de la Garonne contre Toulouse et reste à portée des Marseillais. L'unique ombre au tableau de cette soirée est l'officialisation du futur départ d'Andreas Köpke, ce dernier, acceptant déjà mal la concurrence avec Stéphane Porato, ne tolère pas de ne pas avoir été titularisé contre l'ASM.
La journée suivante, l'OM se déplace sur le terrain de l'Association sportive Nancy-Lorraine (ASNL) et revêt son jeu de maillot or pour la deuxième fois en championnat après le déplacement à Strasbourg. Outre la victoire, la principale chose marquante de la partie pour l'OM est d'avoir inscrit un but avant la demi-heure, inédit jusqu'alors. Florian Maurice puis Jocelyn Gourvennec marquent aux 11e et 22e minutes de jeu. La victoire semble acquise mais à l'aube de la seconde période, le Nancéien et ancien Olympien Tony Cascarino, en position de hors-jeu, inscrit un but. Dès lors, la rencontre bascule dans un scénario où chacune des deux équipes fait son maximum pour marquer ; Nancy pour revenir dans la partie et Marseille pour seller le sort du match. L'OM inscrit un troisième but grâce à un doublé de Florian Maurice et la victoire semble de nouveau acquise. L'arbitre Patrick Anton commet une seconde faute d'arbitrage en accordant un penalty à Nancy à cause d'un plongeon abusif de Soufiane Koné. Le gardien marseillais stoppe la tentative puis ce même Nancéien réduit l'écart à 2-3 à la 90e minute. Le temps additionnel est joué dans un stade Marcel-Picot en ébullition et l'OM obtient une victoire qualifiée d'« au forceps ».

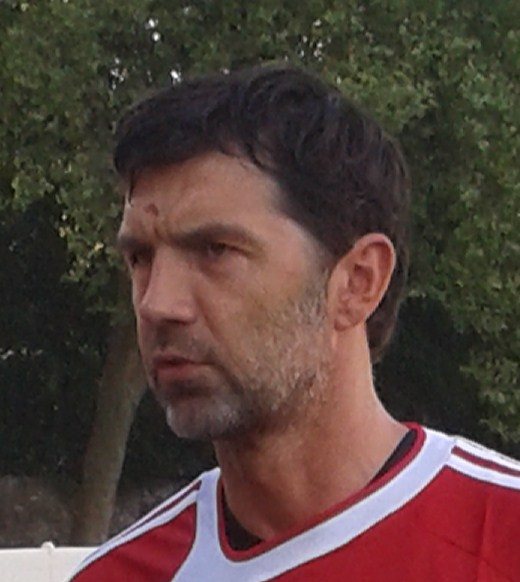
Le lensois Éric Sikora est titulaire au coup d'envoi contre l'OM.

Trois jours plus tard, le club marseillais reçoit le Racing Club de Lens (RCL), champion de France en titre. Avant-match, cette confrontation entre le vainqueur 1997-1998 et le leader actuel est vue comme une passation de pouvoir. Les joueurs olympiens concrétisent leur domination de début de match par un but de Christophe Dugarry à la demi-heure de jeu puis la seconde période est totalement à l'avantage des Lensois. Trois actions franches d'égaliser se présentent aux Artésiens mais le score final reste de 1-0 : Cyrille Magnier voit sa tentative du pointu déviée par Stéphane Porato, Pascal Nouma réalise une frappe qui heurte la barre transversale puis le ballon rebondit sur la ligne de but et enfin, Tony Vairelles place une tête arrêtée de nouveau sur sa ligne par le gardien de l'OM. Au terme de cette 14e journée, l'équipe demeure la seule invaincue (11 victoires et 3 nuls) et elle dispose de nombreux points d'avance sur ses poursuivants, ce qui accentue l'image de passation de pouvoir décrite avant-match (4 points sur Bordeaux, 9 sur Rennes et 13 sur Monaco). Cette huitième victoire consécutive du club en championnat est un record égalé dans l'histoire de l'Olympique de Marseille. Cette performance est réalisée précédemment lors de la saison 1936-1937 qui voit les Phocéens gagner huit rencontres d'affilée de la 19e à la 26e journée.
La 15e manche se déroule le jeudi 19 novembre 1998 au Stade de Gerland face à l'Olympique lyonnais (OL). Les confrontations entre les deux clubs ne portent pas encore la symbolique du Choc des Olympiques puisque la rivalité sportive apparaît au cours des années 2000 mais l'équipe rhodanienne veut absolument la victoire afin d'acquérir la 4e place, qualificative pour la Coupe UEFA. L'OM se présente avec une équipe remaniée dans l'optique de conserver de la fraîcheur physique en vue de son 8e de finale européen contre l'AS Monaco cinq jours plus tard. Les Lyonnais ouvrent le score à la 18e minute sur une action anodine par l'intermédiaire de David Linarès puis mènent 2-0 à l'heure de jeu grâce à Philippe Violeau. Depuis l'ouverture du score, les joueurs marseillais monopolisent le ballon et tentent de réagir mais se heurtent à une défense lyonnaise bien en place et l'entraîneur Rolland Courbis réajuste son schéma tactique en alignant 4 attaquants contre 2 au coup d'envoi. Bien que cela lui coûte un second but encaissé, l'OM réduit l'écart à 2-1 à dix minutes du terme puis il cherche à obtenir le résultat nul. Les Lyonnais pratiquent alors un jeu rûde qui se traduit par un carton rouge immédiat pour Jacek Bąk à la 84e minute et l'OL conserve son avance. Dans le même temps, les Bordelais gagnent à Monaco et ils reviennent à un point de l'Olympique de Marseille.

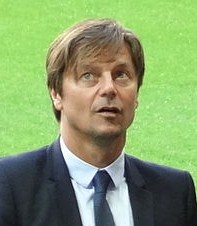
Daniel Bravo est impliqué dans une action litigieuse qui conduit à un penalty pour Auxerre.

L'OM accueille le Paris SG (PSG) la journée suivante et la presse résume ce Classico en ces termes : « On attendait de ce choc un feu d'artifice, ce sera un pétard mouillé ». L'entraîneur parisien Artur Jorge « réinvente le catenaccio » en alignant 9 joueurs à vocation défensives tandis que Rolland Courbis titularise 4 attaquants. Le match est à sens unique pour le club marseillais mais l'équipe se heurte au double rideau défensif du PSG et ne parvient pas à ouvrir le score lors de ces trois actions les plus franches de la partie. À la 24e minute, William Gallas effectue un retourné acrobatique dont le tir échoue sur la barre transversale, à la 42e minute, la frappe de Florian Maurice va sur le poteau puis Robert Pirès, après avoir dribblé Bernard Lama, pousse trop mollement son ballon vers la cage vide et le défenseur parisien Christian Wörns dégage en corner sur sa ligne de but. Ce match nul n'est pas favorable à l'OM qui cède sa première place au classement aux Girondins qui gagnent 1-0 à domicile contre le Racing Club de Lens.
L'ultime journée de la phase aller se déroule au stade de l'Abbé-Deschamps contre l'AJ Auxerre (AJA). La partie se joue sur un rythme élevé et avec un bon football. Les deux équipes se créent leurs occasions dont une franche pour l'auxerrois Gérald Baticle mais c'est l'OM qui ouvre le score par l'intermédiaire de Laurent Blanc à l'heure de jeu. La victoire semble acquise puis sur un tir puissant de Thomas Deniaud à la 85e minute, Daniel Bravo sauve le ballon sur sa ligne de la poitrine. Aucun spectateur ou joueur de l'AJA ni même l'arbitre assistant ne réagissent sur l'action afin de signaler un penalty. Pourtant, l'arbitre central Laurent Duhamel exclu le joueur marseillais pour une main volontaire et Stéphane Carnot saisit l'occasion pour égaliser à 1-1. Ce scénario défavorable pour l'OM est ressenti comme un hold-up surtout qu'il fait suite à l'exclusion également très controversée de Florian Maurice une dizaine de jours plus tôt contre l'ASM en 8e de finale aller de Coupe UEFA. Pour autant, le club marseillais revient à égalité en nombre de point avec les Girondins de Bordeaux, qui sont sacrés champion d'automne grâce à une différence de buts supérieure (+19 contre +18).

#### Journées 18 à 34: Phase retour
L'Olympique de Marseille vient de se qualifier le 8 décembre 1998 pour les quarts de finale de la Coupe UEFA aux dépens de l'AS Monaco et il joue quatre jours après contre le FC Metz pour le compte de la 18e journée. L'OM reste sans victoire depuis trois matchs en championnat et le club souhaite confirmer sa forme européenne. Les Messins adoptent une technique très défensive mais Titi Camara et Florian Maurice parviennent à inscrire un but chacun en première mi-temps. L'attaquant messin Bruno Rodriguez étant exclu pour un second carton jaune à la 41e minute, le club lorrain évolue à dix et il se procure des occasions nettes malgré son infériorité numérique. Stéphane Porato se montre infranchissable et les Marseillais s'appuie sur cet état de forme pour gérer la deuxième période ; tout en inscrivant un troisième but dans la dernière minute grâce à Jocelyn Gourvennec.
La rencontre suivante se déroule à Montpellier et l'ensemble du monde footballistique garde en mémoire la victoire marseillaise 5-4 du match de phase aller. Le Montpellier HSC présente un bilan à domicile de sept victoires et un nul pour quatre buts encaissés lorsque l'OM se présente, ainsi l'adversaire héraultais est vu comme solide. Pour autant, la rencontre se révèle être à sens unique pour l'OM du fait que les Montpelliérains affichent un jeu brouillon tout au long de la partie et que leur rares offensives sont contenues par le secteur défensif des Olympiens. L'OM gagne 1-0 sur un but de Florian Maurice à la 41e minute. La veille, les Girondins de Bordeaux perdent à Auxerre ainsi les Phocéens se trouvent seuls en tête avec trois points d'avance sur ces derniers et treize points sur le Stade rennais.
L'OM reçoit le HAC pour le dernier match avant la trêve hivernale et l'objectif est de gagner afin de conserver l'avance acquise sur les Bordelais. Rolland Courbis titularise deux milieux de terrain offensifs et trois attaquants dans cette optique puis Robert Pirès inscrit le premier but à la demi-heure de jeu. Malgré le score défavorable, les Havrais continuent à jouer de manière très défensive et ils n'évoluent qu'en contre-attaque. L'attaquant Miladin Bečanović se présente par deux fois en duel face au gardien marseillais et ce dernier en sort vainqueur. À l'inverse, Fabrizio Ravanelli pratique un football plaisant qui pousse le public du stade Vélodrome à applaudir à chacune de ses touches de balle et il sert notamment Robert Pirès à la 70e minute qui en profite pour inscrire un doublé. Le score final reste à 2-0 et les Olympiens conservent ainsi leur avance.
La reprise du championnat intervient le 16 janvier 1999 et l'OM se déplace chez le Stade rennais qui est troisième. Les Bretons n'étaient pas attendus à ce niveau de performance par les observateurs du football lors de l'avant-saison et ils affichent des statistiques solides dans leur stade de la route de Lorient. Cet état de forme se traduit sur le terrain par l'ouverture du score de la tête du rennais Dominique Arribagé à la 12e minute à la suite d'un coup franc d'Anthony Réveillère. Dès lors, l'Olympique de Marseille entame une course poursuite contre le score et ses ambitions restent vaines. Titi Camara rentre à la 77e minute, il égalise à 1-1 la minute suivante et il permet ainsi à son club de prendre un bon point à l'extérieur. Bordeaux fait également match nul contre le MHSC et l'écart de point entre les deux premiers reste inchangé avant le Bordeaux - OM de la journée suivante.

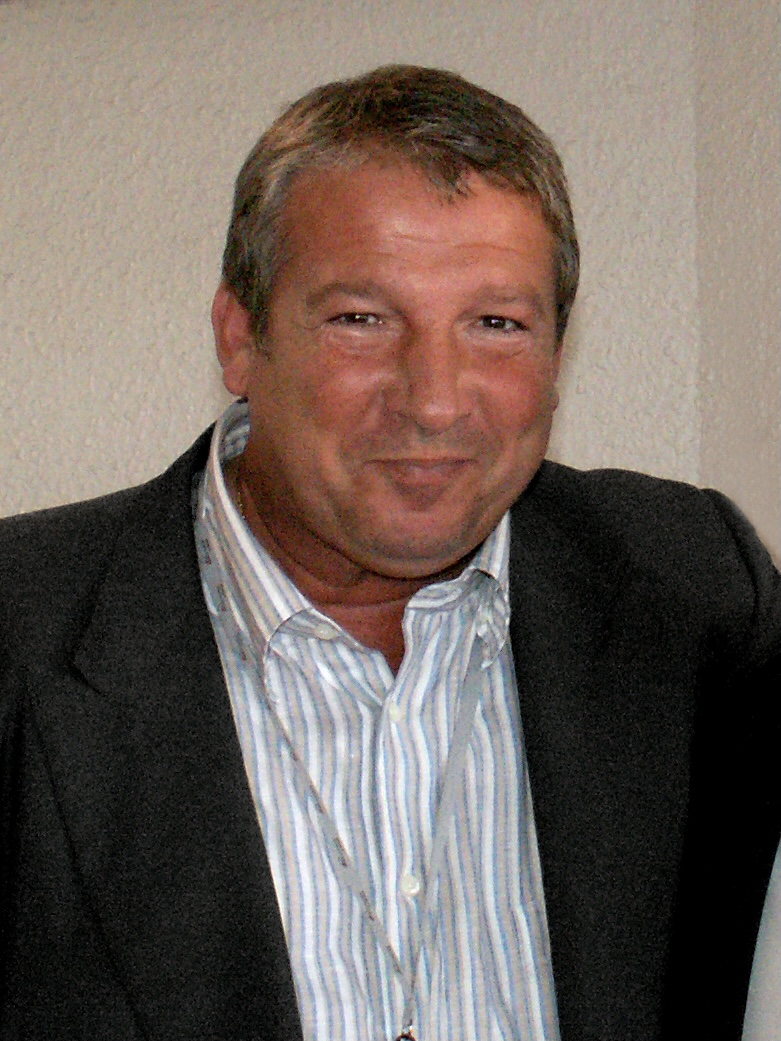
Rolland Courbis pratique un turn-over régulier de ses joueurs afin qu'ils se sentent tous concernés.

Le déplacement en Gironde est ainsi vu comme le « choc au sommet entre les deux ténors du championnat ». Si un match nul pourrait être un bon résultat maintenant l'OM à distance de son adversaire, Rolland Courbis ne souhaite que la victoire afin de creuser l'écart à six points avec les Girondins de Bordeaux. Le scénario du match est à l'opposé et les Marseillais subissent une humiliation avec un score de 4-0 à la mi-temps dont trois buts concédés en six minutes entre la 14e et la 20e minute. Le quatuor offensif bordelais Ali Benarbia - Johan Micoud - Lilian Laslandes - Sylvain Wiltord surclasse le secteur défensif olympien pourtant considéré comme solide puisqu'il s'agît de la meilleure défense du championnat avec quatorze buts encaissés en vingt-et-une rencontres. Les défenseurs marseillais sont coupables d'erreurs grossières telles que celles de Cyril Domoraud sur les deuxièmes et quatrièmes réalisations de Bordeaux. Christophe Dugarry réduit l'écart à 4-1 en seconde période et Bordeaux profite de cette victoire pour reprendre la première place grâce à une différence de but supérieure de +29 contre +21.
L'OM affronte le Sporting Club de Bastia le 6 février 1999 au stade Vélodrome pour le compte de la 23e journée. Les Corses affichent un bilan de huit défaites en dix déplacements donc une victoire marseillaise est pressentie dans l'optique de se racheter du match précédent. Bastia est la première équipe à se procurer une action nette à la 8e minute avec Sébastien Pérez qui perd son duel face à Stéphane Porato puis le ballon revient dans les pieds de Paulo Alves qui voit son tir détourné sur la ligne de but par le défenseur marseillais Pierre Issa. Ce dernier et Fabrizio Ravanelli marque chacun un but ce qui permet à l'OM de mener par 2-0 à la mi-temps. Malgré le maintien d'un niveau de jeu correct, les Phocéens concèdent un but à la 77e minute sur un tir de Pierre Laurent puis Fabrizio Ravanelli inscrit un doublé cinq minutes plus tard. Cette victoire couplée au match nul des Bordelais à Rennes permet à l'Olympique de Marseille d'être de nouveau leader avec deux points d'avance.
Bordeaux ayant battu les Bastiais la veille du match contre le Toulouse Football Club, l'OM se sait dans l'obligation de gagner afin de retrouver sa première place. Le déplacement chez les Toulousains n'est pas aisé car bien que seizième au classement, le club reste sur une série de trois victoires consécutives depuis l'arrivée de leur nouvel entraîneur Alain Giresse lors de la trêve hivernale. Un jeu équilibré et parfois rude se pratique en première mi-temps puis Rolland Courbis décide de remplacer le milieu défensif Daniel Bravo par l'attaquant Titi Camara durant la pause. Les Marseillais affichent de la volonté à marquer mais ils restent trop timides dans leurs offensives et, à l'inverse, Toulouse profite d'un penalty généreux à la 75e minute pour ouvrir le score par l'intermédiaire d'Oceano. Les Olympiens perdent ainsi 1-0 et ils restent un point derrière les Girondins.

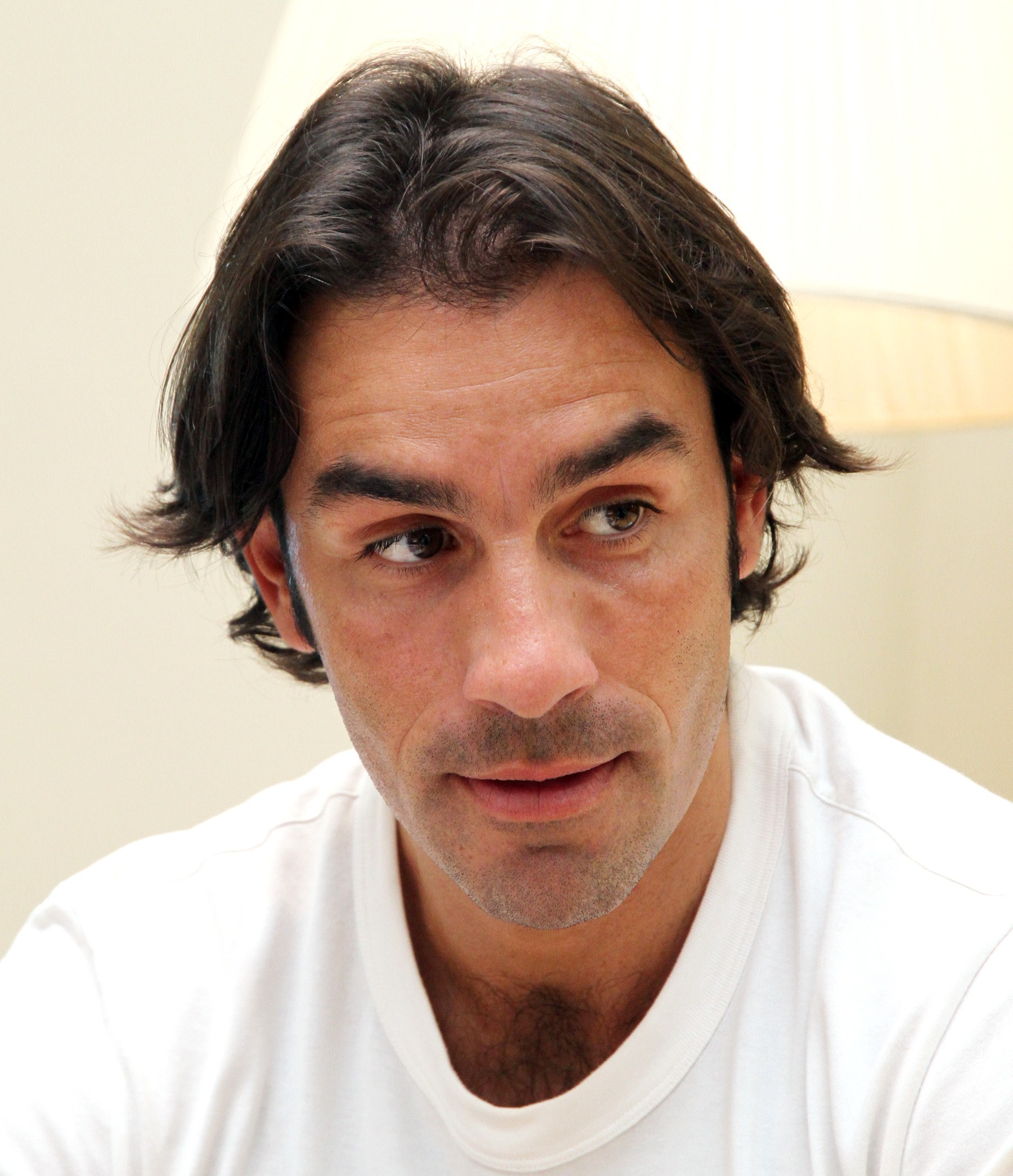
Robert Pirès participe à 47 des 48 matchs du club durant la saison, dont 40 fois titulaire.

L'OM affiche un bilan médiocre depuis la reprise des compétitions avec deux victoires, un nul et quatre défaites en sept matchs, parmi lesquels se trouvent les deux éliminations en coupes nationales. Ainsi, le Racing Club de Strasbourg se présente à Marseille avec l'intention de profiter de la baisse de régime des Olympiens. Cependant, la rencontre se révèle être à sens unique pour les joueurs marseillais qui se procurent de multiples occasions tout au long des quatre-vingt-dix minutes et qui sont de plus aidés par le carton rouge direct au strasbourgeois Habib Beye à la 28e minute. Le score final est de 1-0 grâce à un but de Robert Pirès à l'entame de la seconde période mais le résultat aurait pu être plus sévère pour les Alsaciens sans les nombreux arrêts de leur gardien slovaque Alexander Vencel ou sans le manque de réalisme des attaquants phocéens. Un chassé-croisé se produit pour la quatrième journée consécutive avec l'OM qui reprend la place de leader en profitant du 0-0 réalisé par les Bordelais dans le derby de l'Atlantique face au FC Nantes.
La 26e journée se joue le 9 mars 1999 et les Olympiens se déplacent chez le FC Sochaux, dernier du classement. L'obligation de résultat se fait ressentir au vu du 4-0 acquis par l'OM lors du match de phase aller et par le fait que les Girondins de Bordeaux se déplacent également chez un relégable. Les Sochaliens viennent de réaliser un exploit en se qualifiant pour les demi-finales de Coupe de la Ligue et ils continuent sur leur dynamique positive en pratiquant un jeu ultra offensif tandis que les Marseillais se voient dans l'obligation de jouer en contre-attaque. La seconde mi-temps connait un scénario inverse avec les Phocéens qui prennent le jeu à leur compte et le FC Sochaux qui procède en contre. Malgré de la volonté évidente dans chaque camp, les deux équipes ne pratiquent pas un jeu flamboyant et leur occasions sont constamment stoppés par la défense adverse. Ainsi, l'OM concède son septième match nul en championnat et Bordeaux s'empare à nouveau de la tête à la suite de sa victoire en Lorraine contre l'AS Nancy.
La journée suivante se dispute contre le FC Lorient au stade Vélodrome et les Olympiens viennent de se qualifier pour les demi-finales de Coupe UEFA quatre jours plus tôt. Ainsi, les observateurs du football craignent que l'OM ne soit pas à 100 % de sa capacité physique afin de battre les Bretons qui sont certes avant-derniers mais qui restent sur trois matchs sans défaites. Les Lorientais parviennent à contenir les attaques marseillaises en début de match grâce à la « tactique du hors-jeu » puis le tournant de la rencontre intervient à la 16e minute lorsque le gardien Angelo Hugues reçoit un carton rouge pour une main en dehors de sa surface de réparation. Fabrizio Ravanelli ouvre le score sur le coup franc obtenu sans que le gardien entrant Stéphane Le Garrec ait le temps de toucher son premier ballon. Le fait de mener au score pousse l'OM à jouer de manière plus décontractée et les Marseillais loupent de nombreuses actions franches en plus de voir certains de leurs tirs aller sur le poteau. Florian Maurice, Fabrizio Ravanelli puis Jocelyn Gourvennec inscrivent chacun un but au cours de la deuxième période et le lorientais Pascal Camadini réduit l'écart à 4-1 à la 88e minute. Le principal ressenti d'après-match est d'avoir enfin réalisé un score fleuve mais ce succès ne permet pas pour autant de reprendre la première place puisque les Bordelais gagnent également contre le RC Strasbourg.

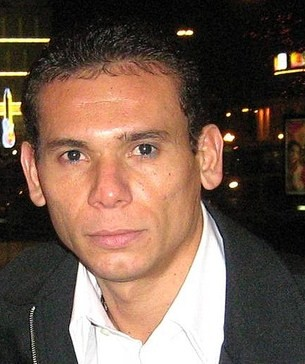
Édson da Silva marque son unique but de la saison contre Nancy.

La 28e journée se déroule le 2 avril 1999 et elle voit se jouer la quatrième confrontation de la saison entre OM et AS Monaco après la rencontre de la 12e journée et les huitièmes de finale aller et retour de Coupe UEFA. Les Phocéens possèdent un avantage psychologique puisqu'ils affichent un bilan de deux victoires et un match nul et l'entraîneur Rolland Courbis décide de ménager les internationaux français Laurent Blanc, Christophe Dugarry, Florian Maurice et Robert Pirès qui été avec l'équipe de France la semaine précédente dans le cadre des éliminatoires de l'Euro 2000. L'OM joue sa demi-finale aller européenne le 6 avril 1999 et il l'aborde de la meilleure des façons grâce à Titi Camara et Fabrizio Ravanelli qui permettent à l'Olympique de Marseille de gagner 2-1 dans un match où les Marseillais possèdent le ballon et les Monégasques pratiquent un jeu dur. Il s'agît de la première victoire au stade Louis-II depuis 1992 et elle permet au club de rester à un point des Bordelais qui ont remporté le derby de la Garonne contre le Toulouse FC.
Les Girondins de Bordeaux ayant fait match nul 0-0 contre le FC Lorient la veille du match entre l'OM et l'AS Nancy-Lorraine, les Marseillais commencent la partie avec la ferme intention de profiter du faux pas de leur rivaux. Le stade Vélodrome est suspendu donc la rencontre se dispute devant 25 000 supporters au stade de la Mosson à Montpellier. Les Nancéiens évoluent dans un schéma tactique en 3-6-1 dans l'optique de faire un match nul mais les Olympiens dominent l'ensemble du match et le score final est de 4-0 à la suite de buts d'Édson da Silva, Jocelyn Gourvennec, Fabrizio Ravanelli et Florian Maurice. L'objectif de victoire est atteint et les Phocéens se trouvent en tête avec un point d'avance à cinq journées du terme du championnat de France.
Comme pour l'AS Monaco, la rencontre suivante contre le Racing Club de Lens constitue la quatrième confrontation entre les deux clubs après le match de la 14e journée et les deux matchs de coupes nationales. L'OM vient de se qualifier en finale de la Coupe UEFA 1998-1999 dans le courant de la semaine et les Olympiens montrent des ressources nécessaires au cours de la première période afin de réaliser un résultat à Lens. Cette impression s'évapore à la 44e minute lorsque l'attaquant lensois Tony Vairelles profite d'un tir de Frédéric Déhu relâché par Stéphane Porato pour ouvrir le score. Les Marseillais se procurent deux occasions nettes mais ils ne parviennent pas à égaliser. La première est à la 46e minute avec Robert Pirès qui se trouve à cinq mètres des cages adverses et qui tire sur le gardien Guillaume Warmuz. Sur l'action suivante, Titi Camara effectue un tir en pivot qui heurte la barre transversale. À l'inverse, les Lensois vont pratiquer un jeu qui est qualifié de « Terminator » car ils blessent deux joueurs olympiens et ils inscrivent trois buts en dix minutes aux 67e, 70e et 76e minutes. Ces trois buts encaissés en un court laps de temps rappellent ceux pris contre Montpellier et Bordeaux plus tôt dans la saison mais cette défaite ne porte pas préjudice à l'Olympique de Marseille puisque les Bordelais ont également perdu leur match.

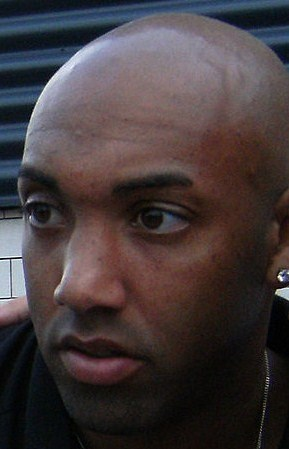
Stéphane Dalmat joue à Lens et il signe à l'OM la saison suivante.

Les deux leaders du championnat marquent le pas et cela se concrétise par le fait qu'ils comptent onze et douze points d'avance sur l'Olympique lyonnais deux matchs auparavant tandis qu'à l'aube de la 31e journée, ils n'en comptent plus que sept et huit. Malgré cette dynamique positive et sa troisième place, le club lyonnais a pour but de ramener le point du match nul de son déplacement au stade Vélodrome. Ainsi, les Gones subissent la domination marseillaise le plus clair du temps mais ils remplissent leur objectif d'avant-match en décrochant un résultat de 0-0. Du côté marseillais, ce score est vu comme deux points de perdus et les explications avancées sont la maladresse, la malchance et le bon niveau du gardien lyonnais Grégory Coupet. La maladresse des attaquants phocéens se symbolise par de nombreuses actions franches loupées, la malchance se symbolise par un tir de Peter Luccin qui est stoppé sur sa ligne par le défenseur Philippe Violeau et dans le même temps, Grégory Coupet remporte l'ensemble de ces duels. L'OM affiche un bilan d'un point pris en deux rencontres et il creuse néanmoins l'écart avec les Girondins de Bordeaux qui ont perdu chez eux contre l'AS Monaco. Les Olympiens qui possédaient un point de retard au terme de la 28e journée en ont donc deux d'avance à trois matchs de la fin du championnat. Pour autant, le principal sentiment marseillais d'après-match reste la déception de ne pas avoir su gagner le match et de posséder ainsi quatre points d'avance sur Bordeaux avant le déplacement au Parc des Princes pour le Classico.
Ce PSG - OM se déroule comme la plupart des chocs entre les deux clubs à savoir un jeu viril, explosif et sulfureux. L'Olympique de Marseille se montre à son avantage en première période en s'appuyant sur une défense solide et un milieu de terrain bien organisé tandis que les Parisiens se montrent trop timides dans leurs offensives. Cette domination se concrétise par Florian Maurice, parisien la saison précédente et buteur à la 21e minute. La fin de la première mi-temps est bénéfique pour l'OM puisque dans le même temps les Bordelais font 2-2 à Lens et ils possèdent ainsi quatre points d'avance. Les Parisiens produisent un jeu plus dangereux dans les dix premières minutes de la seconde période avec trois actions nettes. L'attaquant du PSG Adaílton loupe l'égalisation à la 48e minute puis Mickaël Madar tire sur le poteau à la 52e minute et il inscrit un but en position de hors-jeu la minute suivante. Hormis lors de cette triple action, les Marseillais pensent tenir un résultat favorable mais en l'espace de quatre minutes les événements s'avèrent négatifs pour le club. À la 84e minute, Marco Simone égalise à 1-1 ; à la 85e minute, Bordeaux prend l'avantage 2-3 contre le RC Lens et à la 88e minute, Bruno Rodriguez permet au PSG de remporter le Classico 2-1. Ainsi, l'OM perd cinq points en quelques minutes en passant de premier avec quatre unités d'avance à deuxième avec un point de retard. Après-match, ce scénario est vécu comme un cauchemar et il reste deux matchs aux Olympiens pour tenter de renverser cette situation.
Ce match est également traversé par des frasques entre les supporters des deux camps. Avant le début de la rencontre, des supporters marseillais et parisiens parviennent à aller sur la pelouse du Parc des Princes et ils se battent. Dans la nuit du 4 mai 1999 au 5 mai 1999, les supporters phocéens sont acheminés du Parc des Princes à Paris-Gare de Lyon pour pouvoir retrouner sur Marseille et sept bus de la RATP sont endommagés. Le coût des dégâts est estimé à 5 000 000 de francs (environ 760 000 euro). Ces événements font la une de la presse et ils sont le thème d'une question du sénateur Alain Gournac au ministre de l'intérieur Jean-Pierre Chevènement lors d'une séance de question d'actualité au gouvernement au Sénat.

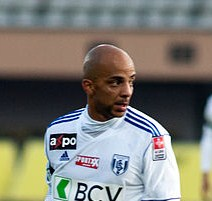
Peter Luccin permet de gagner 1-0 contre Auxerre lors de l'avant-dernière journée.

Les deux dernières journées se jouent avec l'obligation de gagner et d'espérer un faux-pas bordelais dans le même temps. Le premier match a lieu à domicile contre l'AJ Auxerre qui est quatorzième au classement et qui lutte pour le maintien en première division. Rolland Courbis décide d'un schéma tactique porté vers l'attaque avec deux milieux de terrain offensifs qui soutiennent trois attaquants et l'entraîneur auxerrois Guy Roux ne se montre pas frileux en alignant également trois attaquants. La partie est à l'avantage des Marseillais qui gagnent 1-0 grâce à un but de Peter Luccin à la 12e minute mais elle se révèle être surtout à l'image de la saison des Olympiens qui dominent la plupart de leurs matchs, qui se créent de nombreuses actions franches mais qui affichent une efficacité limitée devant le but adverse. Durant les vingt minutes qui suivent le but de Peter Luccin, l'Olympique de Marseille est premier puis Bordeaux ouvre le score et gagne 1-0 contre les Lyonnais.
La dernière rencontre de la saison se déroule le 29 mai 1999 à l'extérieur contre le Football Club de Nantes. L'unique scénario offrant le titre de champion à l'OM est une victoire couplée à une non victoire des Girondins. Les Phocéens remplissent leur objectif à la suite d'une victoire 0-1 et d'un but de Robert Pirès à la 38e minute mais les Bordelais gagnent eux aussi leur match et ils sont sacrés champions de France 1998-1999. Le mano à mano entre les deux clubs dure jusqu'à cette ultime journée et quatre changements de leader s'opèrent durant les quatre-vingt-dix minutes. Après avoir connu jusqu'à trois points de retard au cours de la soirée, l'Olympique de Marseille est le champion virtuel à une minute du terme puis le bordelais Pascal Feindouno permet à Bordeaux de gagner 2-3 à Paris. Ce match PSG - Bordeaux connaît un scénario rocambolesque et de nombreuses polémiques apparaissent a posteriori sur l'implication des joueurs parisiens à maintenir le résultat du match nul 2-2.

### Coupes nationales
Bien que nuancés à la baisse voir pardonnés au vu des résultats en championnat et en Coupe UEFA, le magazine OM Plus résume en ces termes dans son hors série consacré au bilan de fin de saison du club : « les parcours de l'OM dans les coupes nationales ne sont pas de ceux qui s'inscrivent en lettres d'or sur le fronton d'un stade ». En effet, le club marseillais est sorti lors de son premier match en Coupe de la Ligue et de son deuxième en Coupe de France. Ces éliminations intervenant toutes deux contre le Racing Club de Lens, la notion de « Lens, bête noire de l'OM » s'inscrira dans la durée.

#### Coupe de la Ligue
La trêve hivernale prend fin début janvier avec l'entrée en lice des clubs de D1 en 16e de finale de Coupe de la Ligue. La rencontre oppose l'OM au Racing Club de Lens (RCL) et le stade Vélodrome étant suspendu, la Ligue nationale de football décide de la tenue du match à Lens au stade Félix-Bollaert. Les dirigeants marseillais refusent cette solution au motif que le tirage au sort avait désigné l'OM comme le club à domicile et que jouer à Lens ne peut être considéré comme un terrain neutre. Ainsi, le stade Michel-d'Ornano à Caen est choisi comme lieu d'accueil. Cet avant-match est resté dans les mémoires à la suite d'une déclaration de Rolland Courbis qui estime que « la pelouse de Bollaert doit tellement ressembler à une banquise en ce moment que je ne serais pas surpris d’y voir des pingouins ! »,,.
L'entraîneur marseillais menace durant la semaine d'aligner une équipe B en signe de protestation mais il titularise finalement « la grosse artillerie » avec le quatuor offensif Christophe Dugarry - Robert Pirès - Florian Maurice - Fabrizio Ravanelli. La rencontre est dominée dans l'ensemble par l'Olympique de Marseille et cela se concrétise par l'ouverture du score de Christophe Dugarry sur corner à la 64e minute. Son but est la réplique exacte de celui qu'il inscrit contre l'Afrique du Sud au cours de la Coupe du monde 1998 et dès lors les Lensois jouent tout pour l'attaque. Le gardien marseillais Stéphane Porato réalise plusieurs arrêts et l'une des frappes lensoises échoue sur son poteau. À six minutes de la fin du match, Pascal Nouma égalise à 1-1 et le résultat reste inchangé jusqu'au terme des prolongations. Il s'ensuit la séance de tirs au but où le RCL se qualifie sur un score de 6-5 mais cette séance rentre dans la postérité à cause du « cas Éric Roy - Bruno Derrien », fait de jeu qui voit l'arbitre Bruno Derrien refuser le tir au but valable du marseillais Éric Roy,,.

#### Coupe de France

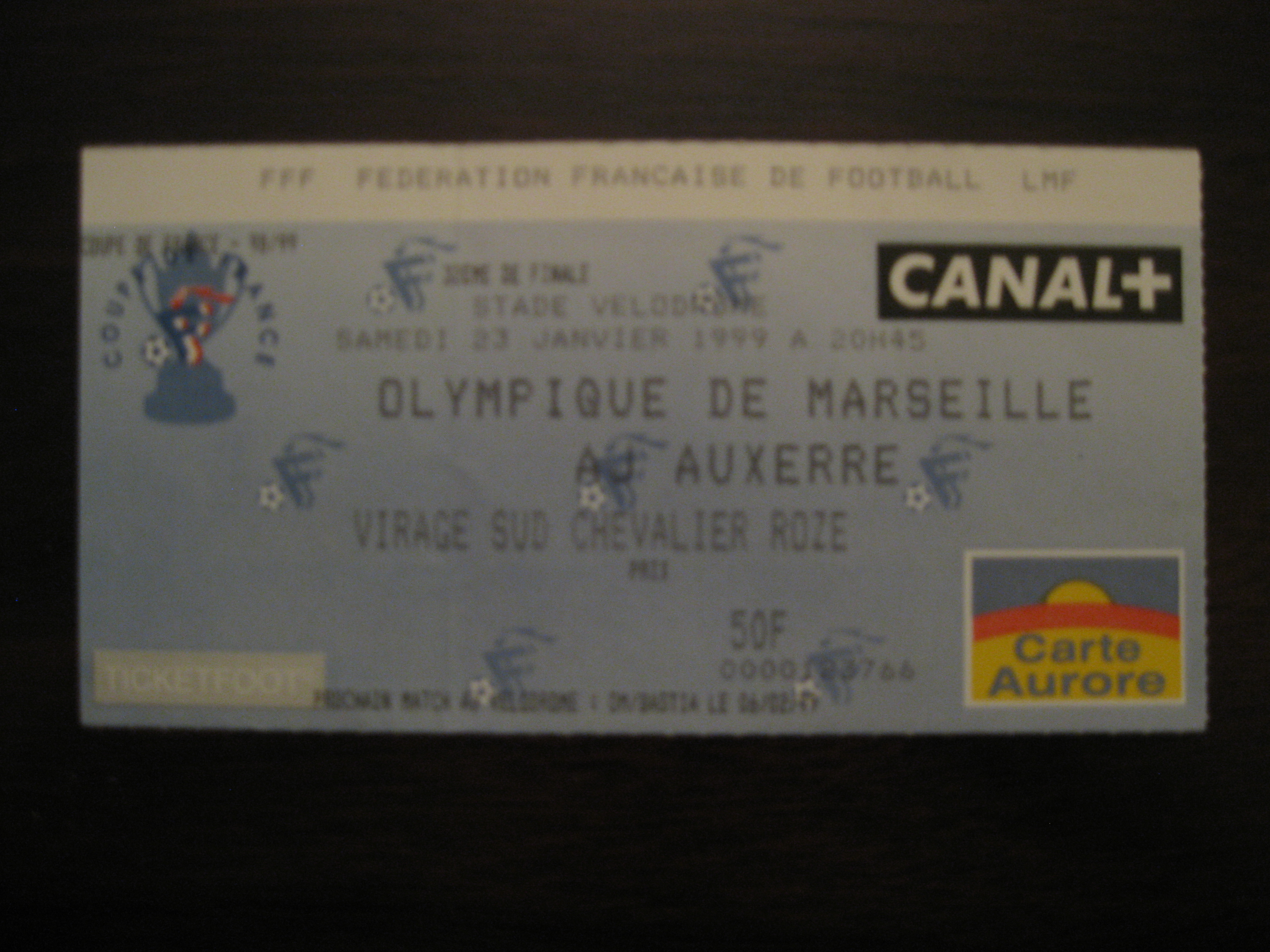
Ticket pour le 32e de finale OM - AJ Auxerre.

L'OM entre en lice en 32e de finale de Coupe de France comme l'ensemble des autres clubs de première division. Le match se joue contre l'AJ Auxerre (AJA) dans un stade Vélodrome dont les deux virages sont désertés volontairement par les supporters à la suite de leur conflit ouvert avec le président délégué Jean-Michel Roussier. Les analyses d'avant-match prédisent un match difficile pour l'OM d'autant plus que l'AJA est vue comme une équipe redoutable en Coupe. Cependant, le club bourguignon n'a gagné aucun match à l'extérieur depuis le début de la saison et la rencontre s'avère être finalement une « ballade provençale » pour les Phocéens. Les défenseurs d'Auxerre abusent de fautes pour contenir les attaques marseillaises et Tomasz Kłos en est un exemple. Il obtient un carton jaune à la 15e minute puis il commet un acte répréhensible sur Christophe Dugarry à la 25e minute qui amène un penalty pour l'OM. Florian Maurice saisit l'occasion pour ouvrir le score puis Fabrizio Ravanelli inscrit un second but à la 38e minute. La deuxième mi-temps voit quelques sursauts timides des hommes de Guy Roux et l'Olympique de Marseille se contente de gérer son avance au tableau d'affichage.
Les Olympiens affrontent de nouveau le RC Lens, un mois après leur confrontation en Coupe de la Ligue, et le match se place dans un contexte de deux défaites consécutives en championnat contre les Girondins de Bordeaux et le Toulouse FC. Le club décide de ne pas faire de la Coupe de France un enjeu prioritaire et Rolland Courbis laisse ainsi plusieurs cadres au repos tel que Laurent Blanc, Florian Maurice, Robert Pirès ou Fabrizio Ravanelli. L'OM se présente à Lens avec notamment une défense centrale inédite composée de Cyril Domoraud et de Pierre Issa. Le début de match ressemble à un round d'observation puis la partie devient rapidement à sens unique pour les Lensois. L'attaquant nordiste Pascal Nouma tire sur le poteau puis il échoue dans un duel face au gardien marseillais. À la 37e minute, Philippe Brunel inscrit un premier but lensois, Christophe Dugarry loupe une occasion franche d'égaliser quelques minutes plus tard et, à l'inverse, Tony Vairelles marque un deuxième but pour le RC Lens à 30 secondes de la mi-temps. À la 52e minute, Lens mène par 3-0 après un but de Pascal Nouma puis les Marseillais parviennent à réduire l'écart grâce à un but d'Arthur Moses à l'heure de jeu. Au-delà de l'élimination, le principal ressenti d'après-match est que l'OM peut désormais se concentrer uniquement sur le championnat et la coupe UEFA, comme son rival bordelais.

### Coupe UEFA

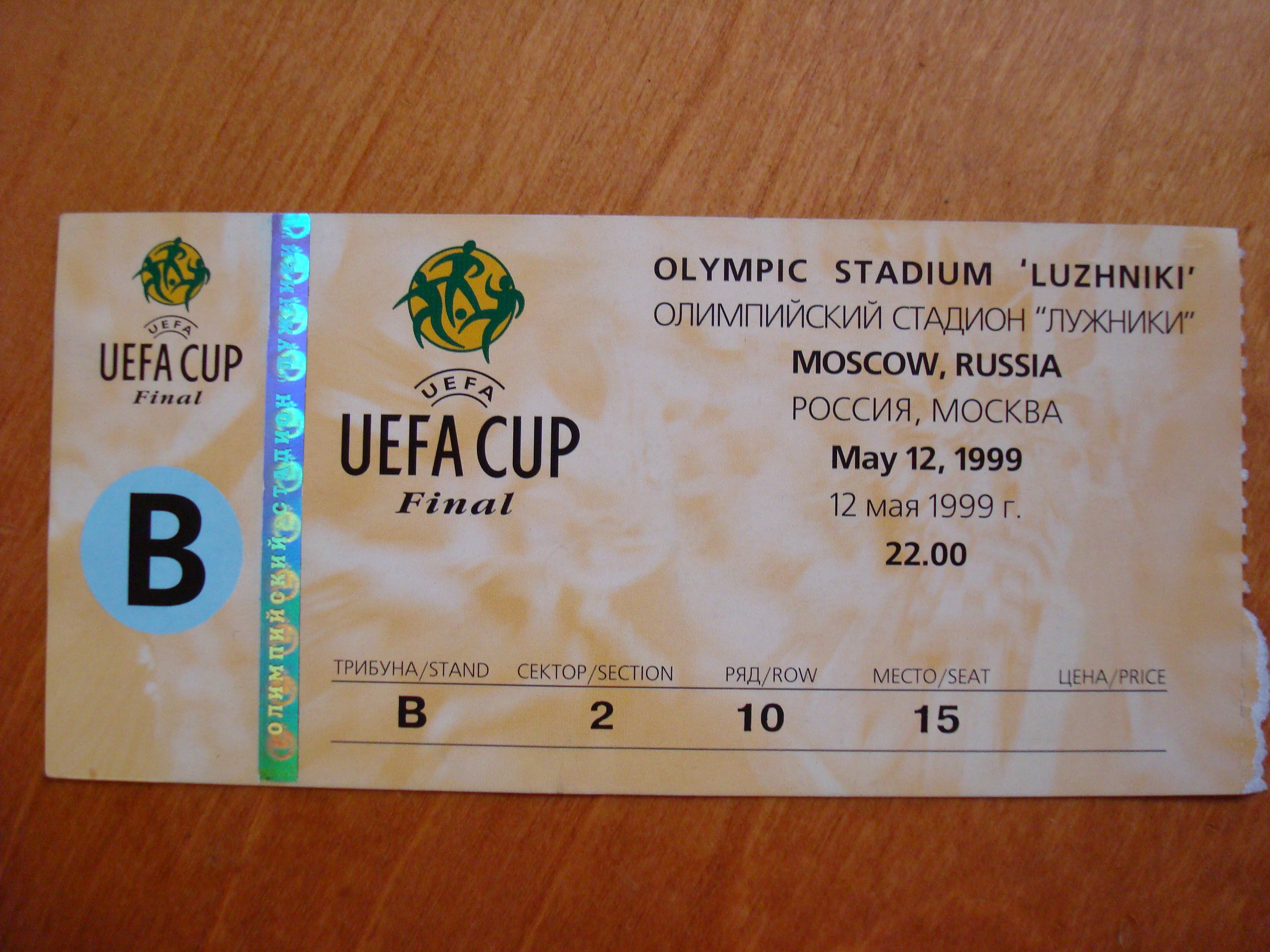
Ticket pour la finale au stade Loujniki de Moscou.

L'Olympique de Marseille ayant terminé 4e du championnat 1997-1998, il gagne le droit de disputer la Coupe UEFA et il débute en 32e de finale. Durant l'inter-saison en juillet 1998, la direction du club annonce pour objectif de se qualifier en 8e de finale et cette prévision est largement remplie puisque l'OM atteint la finale de la compétition, finale perdue contre le club italien de l'AC Parme sur le score de 3-0.
Ce résultat engendre de la déception au vu du parcours réalisé mais pour autant, le magazine OM Plus dresse également un bilan des points positifs. Il souligne le fait que parmi toutes les équipes engagées, l'OM est le club à avoir connu le moins de défaite avec un seul revers sauf qu'il s'agît finalement de la rencontre la plus symbolique. Le magazine écrit également que les Olympiens ont connu deux cas de figure inédits dont ils sont sortis vainqueurs, à savoir le premier duel franco-français de l'histoire contre l'AS Monaco et le premier match contre un adversaire espagnol, le Celta Vigo.
Avant compétition, l'Olympique de Marseille possède le 111e coefficient UEFA. Cela s'explique par le fait que ce classement européen s'établit sur les cinq dernières saisons et que sur cette période 1993-1994/1997-1998, l'OM n'a disputé qu'une seule campagne continentale en 1994-1995. À la suite de son parcours en Coupe UEFA et d'un gain de 21,3210 points, le club réalise la sixième meilleure performance européenne et la meilleure performance française. L'AC Parme récolte le plus de point avec 25,0000 points et l'Olympique lyonnais est le second club français avec 18,3210 points. Le club marseillais se positionne ainsi à la 36e place du coefficient UEFA au terme de la saison 1998-1999.
Les Olympiens débutent en septembre contre le club tchèque du Sigma Olomouc, 3e de son championnat en 1997-1998. Le match aller se déroule en République tchèque et l'adversaire semble tellement à la portée de l'OM que Rolland Courbis conseille à ses joueurs de disputer la rencontre comme s'il s'agissait du match retour afin de ne pas faire preuve de suffisance. Le gardien Andreas Köpke réalise deux arrêts dès les premières minutes puis Fabrizio Ravanelli ouvre le score sur coup franc direct à la 27e minute. La sensation de match facile s'installe à la suite de ce but et les Tchèques prennent l'avantage en cinq minutes grâce à un doublé de Marek Heinz aux 34e et 39e minutes. La seconde période voit les deux équipes aller d'un camp à l'autre sans interruption et l'OM parvient à égaliser à sept minutes de la fin par l'intermédiaire d'Éric Roy,.
Les joueurs marseillais entrent sur le terrain avec détermination lors du match retour mais c'est le Sigma Olomouc qui se procure deux occasions franches dans les deux premières minutes grâce à Radim Kučera et Andreas Köpke sauve par deux fois ses cages. Le frisson d'une ouverture du score tchèque passée, les Phocéens prennent le dessus sur leur adversaire durant le reste de la rencontre et cela se symbolise par un score de 2-0 à la mi-temps et de 4-0 à la fin du match ; Christophe Dugarry et Robert Pirès inscrivant chacun un doublé.
L'adversaire suivant en 16e de finale est le club allemand du Werder de Brême. Il a terminé 7e du championnat d'Allemagne 1997-1998 et il s'est qualifié pour la Coupe UEFA par le biais de la Coupe Intertoto 1998. Le match aller se joue à Brême le 16 octobre 1998 et le Werder est vu comme une formalité pour l'OM. Ce ressenti vient du fait qu'à ce moment-ci, les Olympiens sont 2e du championnat avec un bilan d'aucune défaite lors des neuf premières journées tandis que leur adversaire est relégable en Bundesliga. Les Marseillais dominent ainsi le plus clair du temps mais ils se montrent aussi trop timides dans leur offensives. Florian Maurice ouvre le score à la 67e minute puis les Brêmois égalise la minute suivante par l'autrichien Andreas Herzog. Les locaux sont transcendés et les 25 dernières minutes se résument à un siège des cages marseillaises qui parviennent à garder le résultat de 1-1,,,.
La physionomie du match retour ressemble à celle de la première rencontre avec l'OM qui domine dans l'ensemble mais qui ne parvient pas à être assez percutant devant les cages adverses. Florian Maurice est de nouveau le joueur qui ouvre le score puis la première mi-temps se termine sur ce 1-0. Dieter Eilts égalise sur un centre anodin dès la deuxième minute de la seconde période et les équipes se retrouvent à égalité parfaite. Depuis le match aller les Allemands appliquent une tactique rugueuse et agressive envers les attaquants de l'OM afin de contenir leur actions et le tournant du match intervient trois minutes après l'égalisation lorsque le défenseur Sven Benken est exclu à la suite d'un second carton jaune. Les Olympiens profitent de leur supériorité numérique dès la minute suivante grâce à un but de Pierre Issa puis Christophe Dugarry inscrit un troisième but à dix minutes du terme. Andreas Herzog réduit l'écart à 3-2 à cinq minutes de la fin et le match se joue alors dans une atmosphère crispante pour le public du stade Vélodrome. Le score reste inchangé et l'OM se qualifie ainsi pour la première fois de son histoire en 8e de finale de Coupe UEFA.

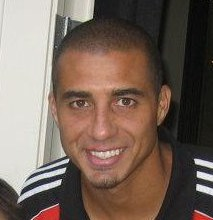
Le monégasque David Trezeguet marque contre l'OM lors du 8e de finale aller de Coupe UEFA.

Le tour suivant voit se jouer ce qui est considérée comme la première confrontation franco-française de l'histoire de la Coupe d'Europe entre l'Olympique de Marseille et l'AS Monaco (ASM). Le club monégasque se qualifie pour la Coupe UEFA à la suite de sa 3e place en championnat de France 1997-1998 et le match aller se déroule le 24 novembre 1998 au stade Louis-II de Monaco. La partie commence sur un rythme élevé et cela se concrétise par l'ouverture du score de Robert Pirès à la 9e minute suivie huit minutes plus tard par l'égalisation de David Trezeguet sur penalty. L'intensité du match reste intacte et Titi Camara permet à l'OM de mener 1-2 quelques instants avant la mi-temps. Le monégasque Ludovic Giuly égalise à 2-2 à l'heure de jeu puis le tournant du match intervient avec l'exclusion controversée de Florian Maurice à la 63e minute pour un deuxième carton jaune. Le joueur de l'AS Monaco Franck Dumas reçoit également un carton rouge sept minutes plus tard et les vingt dernières minutes se jouent de manière hachée et rugueuse. Le score reste à 2-2 jusqu'à la fin de la rencontre et l'arbitrage du belge Armand Ancion est vivement remis en cause par les deux clubs à la suite de ses douze cartons jaunes dont deux cartons rouges,.
L'OM étant qualifié au coup d'envoi du match retour, les Monégasques de l'entraîneur Jean Tigana pratiquent un football très offensif dès les premiers instants du match mais leurs attaques sont souvent désordonnées. À l'inverse, lorsque les Marseillais possèdent le ballon ils parviennent à inquiéter régulièrement le gardien Fabien Barthez qui réalise quatre arrêts face aux attaquants de l'OM dans la première demi-heure. À la 37e minute, le monégasque Muhamed Konjić est exclu à la suite d'une faute sur Christophe Dugarry qui allait se présenter seul face à Fabien Barthez. Profitant de sa supériorité numérique, l'OM maîtrise l'ensemble du reste du match et Titi Camara inscrit un second but contre l'ASM et il permet au club marseillais de mener 1-0 à la 70e minute. L'ASM continue à appliquer son football ultra offensif mais l'équipe perd malgré tout 1-0. L'Olympique de Marseille élimine ainsi un club qui est considéré comme un « gros poisson » du fait que sur les deux précédentes saisons, Monaco n'a été éliminé qu'au moment où il a rencontré des équipes de renommées internationales, à savoir l'Inter de Milan en demi-finale de Coupe UEFA 1996-1997 et la Juventus de Turin en demi-finale de Ligue des champions 1997-1998.

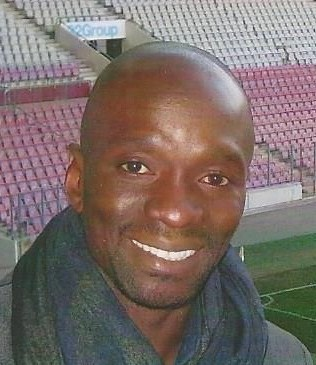
Claude Makelele joue pour l'OM la saison précédente et il est désormais au Celta Vigo.

Les quarts de finale se jouent en mars 1999 et l'adversaire est le club espagnol du Celta Vigo, 6e du championnat d'Espagne 1997-1998. Contrairement aux trois tours précédents, le match aller se déroule à Marseille au stade Vélodrome et l'OM commence la rencontre avec un schéma tactique porté vers l'offensive puisque trois attaquants sont alignés plus Robert Pirès en meneur de jeu. Le club marseillais domine les débats en première mi-temps avec un tir sur le poteau, un but hors-jeu puis l'ouverture du score par Florian Maurice à la 33e minute. Si le score de 1-0 aurait pu être plus sévère pour les Espagnols, ce sont eux qui prennent le jeu en main à l'entame de la seconde période et cela se concrétise par un tir sur le poteau d'Óscar Vales à la 54e minute puis par l'égalisation d'Aleksandr Mostovoï à la 64e minute. L'OM ne se démobilise pas et il reprend l'avantage trois minutes plus tard grâce à un second but de Florian Maurice d'une demi-volée dans la surface de réparation. Le match se termine sur ce score de 2-1 et la majorité de la presse sportive utilise le jeu de mots « Florian Maurice 2 - Celta Vigo 1 » pour souligner l'impact du joueur sur le match,.
Le match retour est l'occasion pour Claude Makelele de rejouer contre l'OM qu'il a quitté lors du mercato précédent. Une victoire 1-0 des Espagnols leur offrant la qualification, ils jouent leur va-tout dès les premiers instants et la partie s'oriente vers une attaque-défense de 90 minutes. Le secteur défensif marseillais se montre performant et Stéphane Porato réalise plusieurs arrêts réflexes. Au fur et à mesure que la fin de partie approche, le Celta Vigo utilise un jeu de plus en plus musclé et il continue à se procurer des actions franches telles que celles d'Aleksandr Mostovoï ou de Haim Revivo aux 67e et 79e minutes. Avec un score final de 0-0, l'OM se qualifie pour les demi-finales et il profite des éliminations des Girondins de Bordeaux et de l'Olympique lyonnais pour devenir le dernier représentant français sur les cinq équipes engagées en Coupe UEFA.

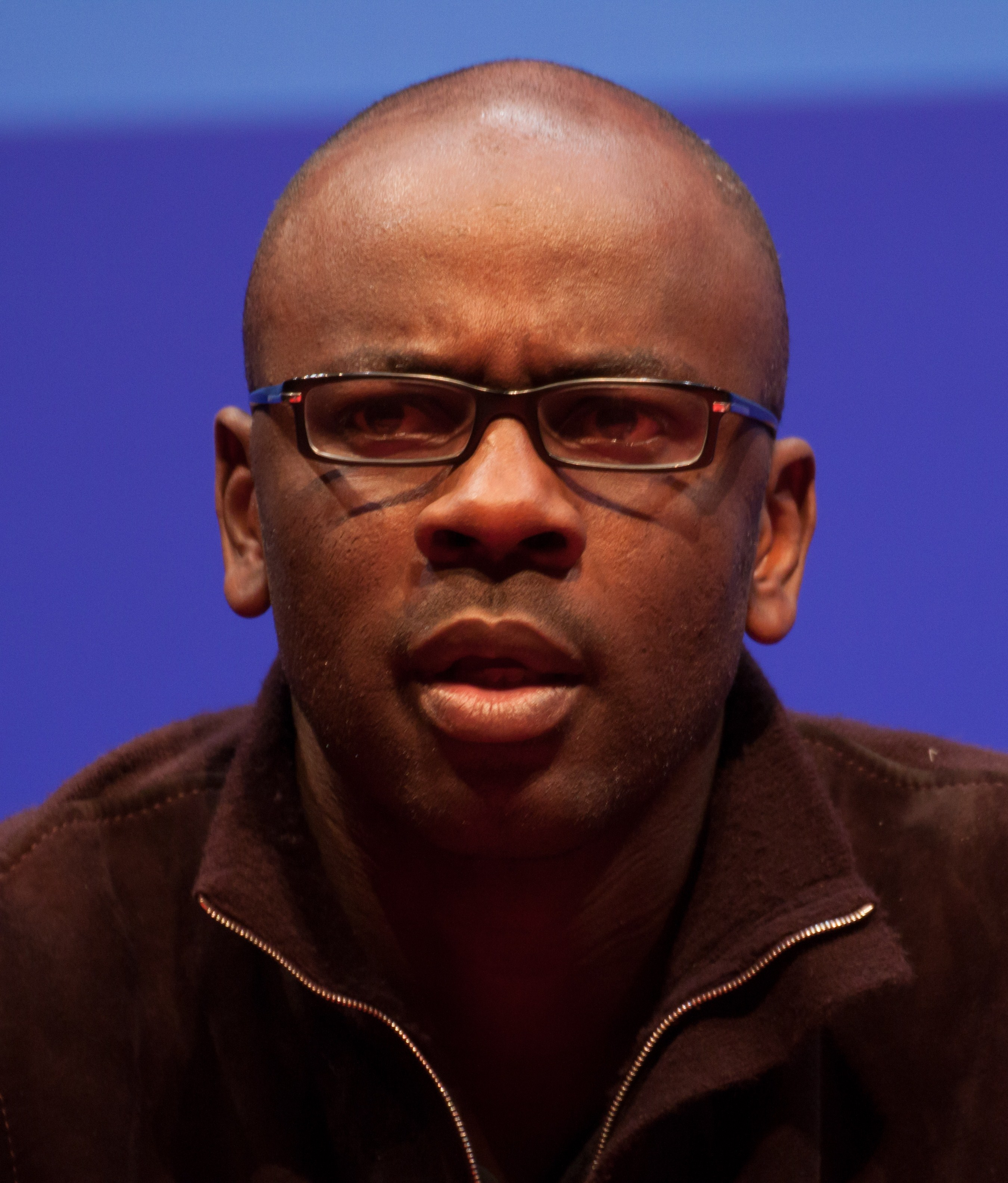
Au cours de la saison, Lilian Thuram a côtoyé Laurent Blanc, Florian Maurice et Robert Pirès en équipe de France.

L'Olympique de Marseille affronte le club italien du Bologne FC en demi-finale. Ils accèdent à la Coupe UEFA à la suite de leur victoire en Coupe Intertoto 1998 comme le Werder de Brême et il s'agît du tombeur des Lyonnais lors du tour précédent. Bien que n'étant pas un club de renommée internationale et n'ayant fini que 8e du championnat italien 1997-1998, cette équipe est crainte par l'OM car elle applique une rigueur défensive extrême et elle s'appuie sur un duo d'attaquant stars Kennet Andersson - Giuseppe Signori. Les deux confrontations se déroulent en avril 1999 et le match aller a lieu à Marseille. Les craintes marseillaises s'avèrent fondées puisque dès la 2e minute, un tir lobé échoue quelques centimètres derrière la barre transversale des cages de Stéphane Porato. L'ensemble du match voit les équipes aller d'un camp à l'autre sans temps morts, la défense bolonaise stoppant nette toute offensive de l'OM et le gardien marseillais réalisant plusieurs arrêts. Le match se termine ainsi sur un score de 0-0 et le match retour en Italie est annoncé comme périlleux pour les Olympiens,,,.

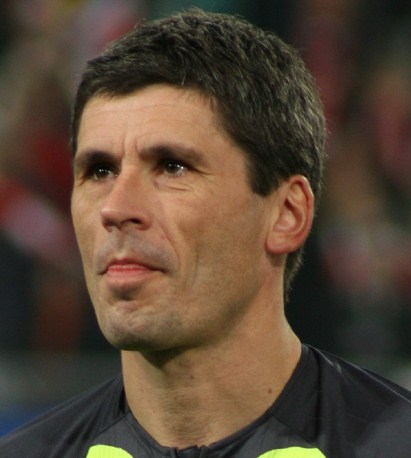
Markus Merk fait retirer le penalty de Laurent Blanc lors de la demi-finale retour.

Le stade Renato-Dall'Ara de Bologne affiche complet pour la demi-finale retour et l'OM commence la partie avec l'intention de marquer. Christophe Dugarry obtient une occasion franche de marquer de la tête à la 12e minute et il s'avère qu'il s'agîra de l'unique action dangereuse de l'OM jusqu'à trois minutes de la fin. Six minutes plus tard, le défenseur bolonais Michele Paramatti se retrouve libre de tout marquage dans la surface de réparation olympienne et il profite pour « fusiller » Stéphane Porato. Avec ce score de 1-0, le scénario du match devient une attaque-défense où Bologne laisse le ballon aux Marseillais et procède uniquement en contre-attaque. La défense bolonaise se montre être un coffre-fort et les Olympiens, portés vers l'offensif dans l'optique d'égaliser, laissent souvent leur gardien seul face aux attaquants adverses. Ainsi, ce dernier réalise des arrêts sur des actions franches de Kennet Andersson aux 25e et 70e minutes, de Jonatan Binotto aux 55e et 63e minutes et de Giuseppe Signori à la 64e minute. À trois minutes du terme, Jocelyn Gourvennec effectue une passe en profondeur à Florian Maurice qui est accroché par le gardien italien Francesco Antonioli. L'arbitre Markus Merk désigne un penalty et Laurent Blanc le transforme en but. Le penalty est à retirer car des joueurs bolonais rentrent dans la surface de réparation et Laurent Blanc réussi une nouvelle fois son tir. L'OM se qualifie ainsi avec ce score de 1-1 et il devient le premier club français à disputer une troisième finale européenne après celles disputées en Ligue des champions 1991 et 1993.
La fin du match est marquée par une bagarre entre les joueurs et des échauffourées durant une demi-heure. Signe de l'intensité des événements, la police antiémeute doit intervenir et Patrick Blondeau en vient à donner un coup de tête à un policier casqué. La bagarre commence à la suite de l'agression de Peter Luccin par des joueurs bolonais et Christophe Dugarry intervient en assénant un coup de pied et des coups de poing à ses adversaires. Ce dernier déclarera : « J'ai vu un gamin de vingt ans [Peter Luccin] se faire agresser. Qu'auriez-vous fait à ma place ? ». Des affrontements entre supporters des deux camps sont également déplorés à la sortie du stade. Dix jours plus tard, le 30 avril 1999, la commission de discipline de l'UEFA publie les sanctions contre le club marseillais. Christophe Dugarry est suspendu pour cinq matches européens, Hamada Jambay est suspendu pour quatre matches pour avoir « donné un coup de poing à la tête » de deux adversaires, Rolland Courbis écope d'une amende de 20 000 francs (environ 3 000 euro) pour avoir déclaré que l'arbitre était un « abruti » et son fils Stéphane Courbis, jugé d'avoir eu un « comportement incorrect avec échange de coups », est interdit de fonction dans le football jusqu'aù 28 avril 2000. De plus, le club est sanctionné d'une amende de 500 000 francs (environ 75 000 euro). L'UEFA stigmatise également « la conduite incorrecte des supporteurs de Marseille ». Côté italien, Giampiero Maini, Giancarlo Marocchi et Amedeo Mangone sont respectivement suspendus pour trois, quatre et cinq matches européens tandis que le club est condamné à une amende de 600 000 francs (environ 90 000 euro). Ces sanctions sont susceptibles d'appel avant le 2 mai 1999 et la commission de discipline reste sur ses positions lors de la clôture le 7 mai 1999,,,,.
L'Olympique de Marseille affronte un autre club italien en finale, l'AC Parme. Il a fini 6e du championnat d'Italie 1997-1998 et il a notamment battu les Girondins de Bordeaux 6-0 lors du match de quart de finale retour. Le club italien est classé 8e au coefficient UEFA en début de saison et il reste sur des performances notables en Europe avec les victoires en Coupe des Coupes 1992-1993 et en Coupe UEFA 1994-1995,,,,.
L'OM est donc considéré comme outsider pour ce match et il doit composer avec l'absence de quatre titulaires majeurs. Il s'agît de Christophe Dugarry, William Gallas, Peter Luccin et Fabrizio Ravanelli ; le premier étant suspendu à la suite de la bagarre contre Bologne et les trois autres pour accumulation de cartons jaune lors des tours précédents. Pour autant, les Olympiens font jeu égal avec les Parmesans durant les vingt-cinq premières minutes et Patrick Blondeau est le premier joueur du match à se procurer une occasion nette avec un tir lointain lors de la 6e minute. Les Italiens pratiquent le jeu typique de leur pays à savoir l'appui sur une défense solide couplé à l'exploitation de la contre-attaque et les attaquants argentins de l'AC Parme Juan Sebastián Verón et Hernán Crespo se montrent dangereux aux 10e et 14e minutes. La plus grosse action du début de match a lieu à la 20e minute et elle est à l'initiative de Robert Pirès qui effectue un tir aux vingt mètres allant sans aucun doute se transformer en but mais Florian Maurice se trouve sur la trajectoire et le ballon lui tape dans le dos. L'ouverture du score par les Parmesans intervient cinq minutes plus tard sur une action anodine où Laurent Blanc effectue une passe trop molle de la tête vers son gardien et Hernán Crespo en profite pour se retrouver en duel avec Stéphane Porato et le lober. Les Marseillais accusent le coup de s'être pris un but contre le cours du jeu et les effets s'en ressentent encore lorsqu'à la 34e minute, Diego Fuser se retrouve libre de tout marquage dans son couloir droit et il n'a plus qu'à adresser un centre pour Paolo Vanoli qui inscrit un second but d'une tête piquée. Le score à la mi-temps est de 2-0 et Rolland Courbis décide de remplacer le défenseur Édson da Silva par l'attaquant Titi Camara afin de dynamiser une attaque orpheline de Christophe Dugarry et Fabrizio Ravanelli. L'effet escompté n'a pas lieu et c'est au contraire les Italiens qui continuent à exploiter à merveille leurs offensives. À la 55e minute, Juan Sebastián Verón centre du côté droit puis Hernán Crespo feinte la frappe afin de mieux laisser passer le ballon devant lui et il permet ainsi à Enrico Chiesa de tirer en pleine lucarne et de porter le score à 3-0. Depuis le second but, les Marseillais perdent en lucidité et leur multiples tirs lointains sans précision ou la frappe hors cadre de Titi Camara à cinq mètres des cages de Gianluigi Buffon en sont des exemples. Stéphane Porato réalise d'autres arrêts qui maintiennent le score à 3-0 et l'AC Parme gagne la Coupe UEFA sans grandes difficultés. Parmi les vainqueurs, on trouve Alain Boghossian et Lilian Thuram, champions du monde aux côtés de Laurent Blanc et Robert Pirès lors de l'été 1998.

## Joueurs et encadrement

### Transferts

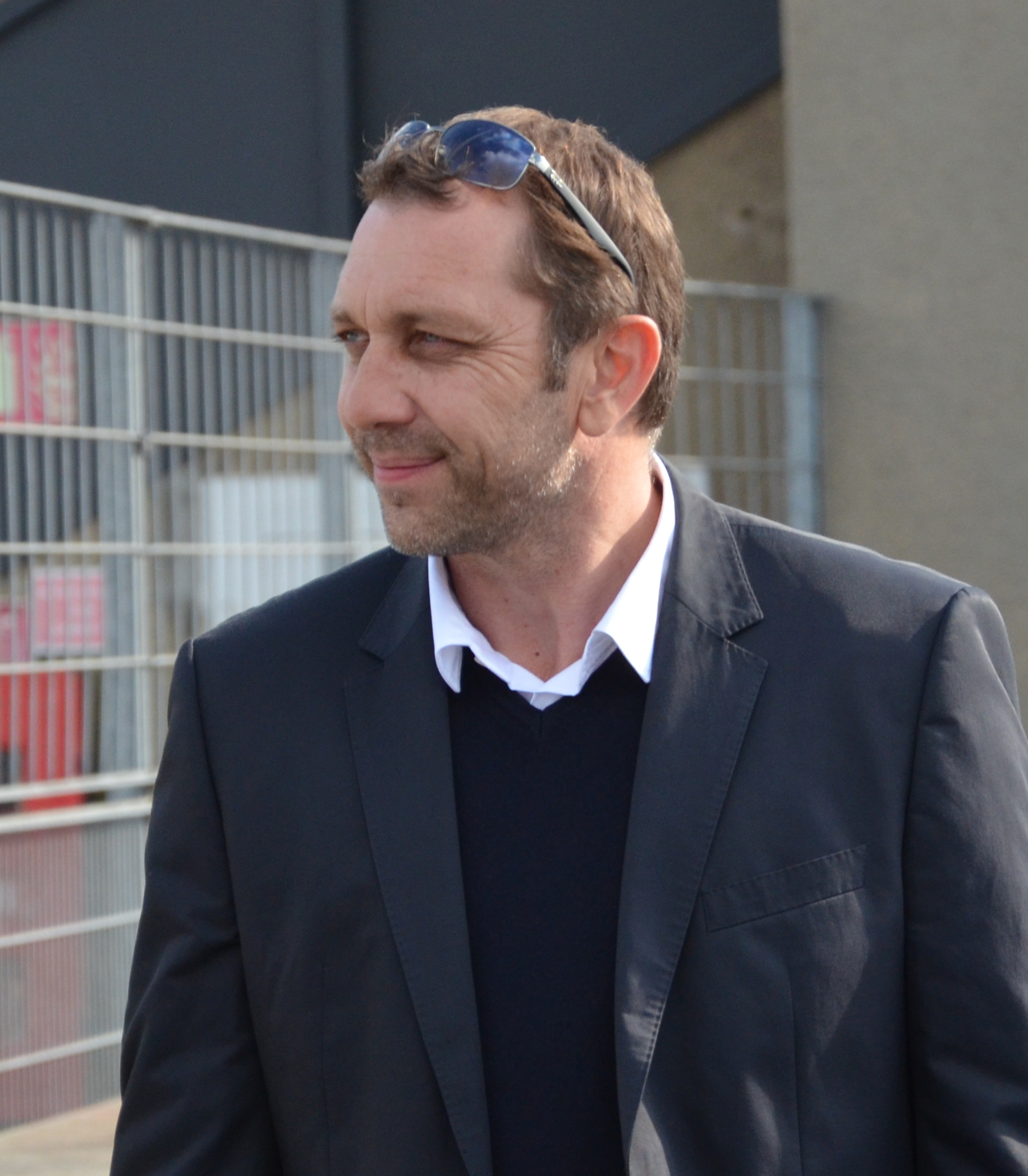
Xavier Gravelaine quitte l'OM pour Montpellier.

Onze départs et huit arrivées sont enregistrés au cours de la saison dont quinze mouvements durant le mercato d'été (mois de juillet et d'août).
Ludovic Asuar et Olivier Echouafni évoluent dans l'équipe première depuis la saison 1994-1995. Le premier est transféré au Football Club de Metz et le second au Racing Club de Strasbourg,. Teddy Bertin, Serge Blanc et Claude Makelele quittent également l'Olympique de Marseille après y être arrivés en 1997-1998. Teddy Bertin rejoint Olivier Echouafni au RC Strasbourg. Le défenseur latéral gauche Serge Blanc part pour Lyon et signe à l'Olympique lyonnais. Claude Makelele, en provenance du Football Club de Nantes, est transféré dans le club espagnol du Celta de Vigo. Enfin, l'attaquant Xavier Gravelaine signe au Montpellier HSC après deux saisons passées à Marseille.
Yannick Fischer et Djamel Belmadi quittent le club sous forme de prêt. Le premier arrive au mercato d'hiver précédent et il est prêté au FC Lorient. Le second joue dans l'équipe réserve et il est prêté à l'AS Cannes.
Trois autres départs ont lieu en cours de saison. Le prêt de six mois de l'italien Alberto Malusci à l'US Foggia arrive à terme en juillet 1998 et le joueur revient en France. Il ne joue aucun match durant les trois mois qui suivent et en octobre 1998, il est transféré en Italie au Cosenza Calcio. Patrick Colleter et Andreas Köpke quittent le club au cours du mercato d'hiver. Ils sont titulaires lors de la saison précédente mais ils font les frais de la concurrence et possèdent des temps de jeu faible. Patrick Colleter joue dix matchs de championnat et trois de Coupe UEFA puis il signe pour le club anglais du Southampton FC. Andreas Köpke dispute quatre matchs de Division 1 et quatre matchs européens et il retourne ainsi au FC Nuremberg, club dans lequel il évolue durant huit saisons de 1986-1987 à 1993-1994,.

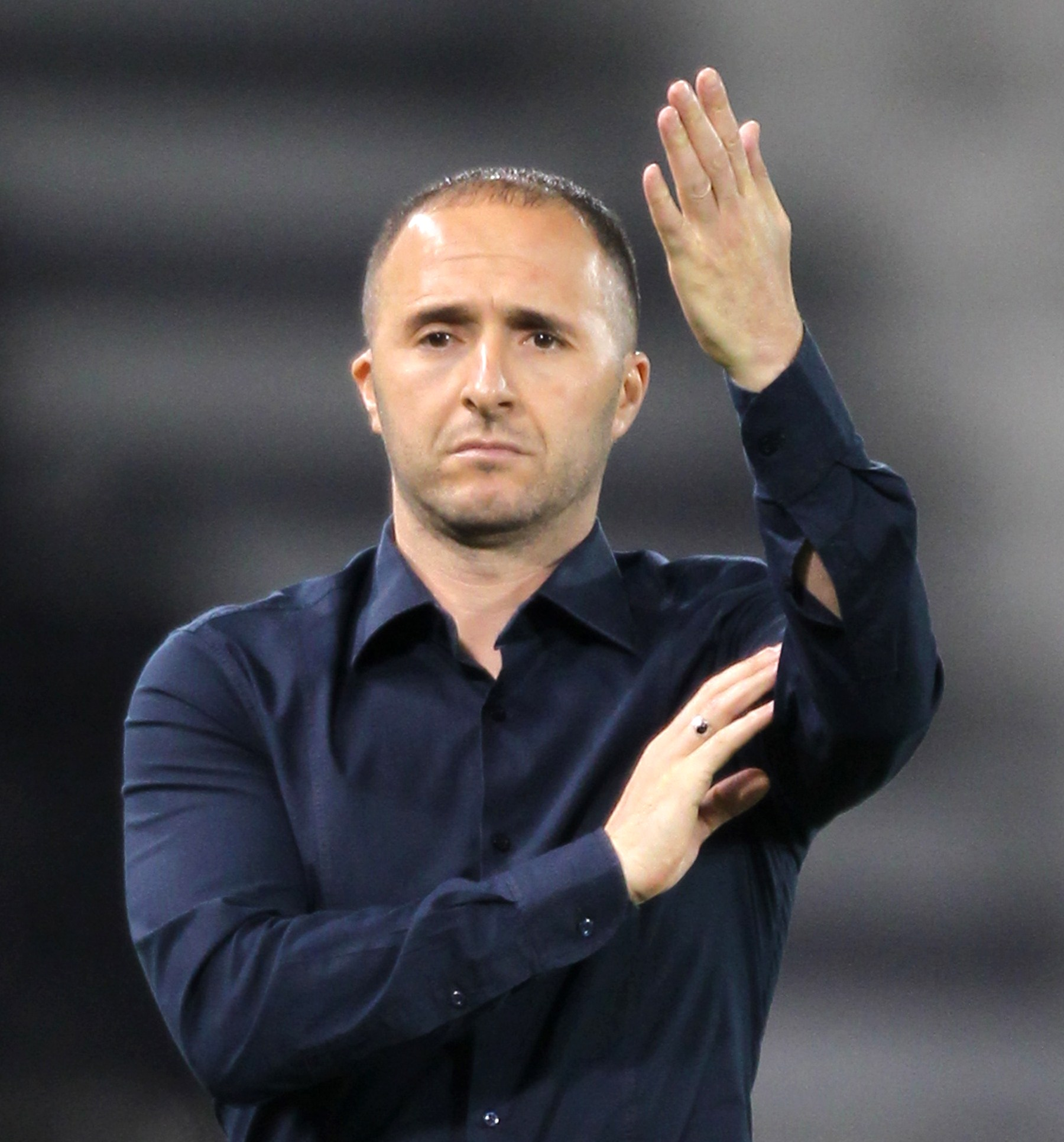
Djamel Belmadi est prêté à l'AS Cannes.

Sept des huit arrivées ont lieu durant le mercato d'été et l'ensemble des recrues proviennent de club français hormis le brésilien Édson da Silva.
Le transfert le plus symbolique de l'ambition marseillaise est celui de Robert Pirès. Le joueur arrive du Football Club de Metz, vice-champion de France en titre, et il possède notamment le nouveau statut de champion du monde acquis avec l'équipe de France durant l'été 1998. Patrick Blondeau et Daniel Bravo sont recrutés en qualité de joueurs d'expérience. Le premier arrive avec le statut de champion de France 1996-1997 et dix saisons de première division à son actif. Le second commence sa carrière en 1980-1981 et possède dans son palmarès les titres de vainqueur de l'Euro 1984 et de la Coupe des Coupes 1996. Jocelyn Gourvennec est transféré du FC Nantes après y avoir passé trois saisons. Peter Luccin, natif de Marseille, est en provenance des Girondins de Bordeaux où il vient de connaître sa première saison d'envergure avec 30 matchs disputés en 1997-1998. Florian Maurice, formé à l'Olympique lyonnais, est acheté au Paris Saint-Germain après son unique saison dans le club de la capitale. Enfin, le gardien Stéphane Porato est recruté à l'AS Monaco dans le rôle de doublure d'Andreas Köpke.
L'unique transfert entrant du mercato d'hiver est Édson da Silva. Il s'agit d'un joueur brésilien en provenance de Recife.

### Joueurs en sélections nationales
L'Olympique de Marseille compte des joueurs internationaux dans son effectif et certains disputent des matchs avec leurs équipes nationales respectives durant la saison.
L'équipe de France joue dix matchs sur la période août 1998 - juin 1999 et ce sont un mélange de matchs amicaux et de matchs du groupe 4 qualificatif au championnat d'Europe 2000. Quatre joueurs olympiens sont amenés à disputer des rencontres sous le maillot bleu et il s'agît de Laurent Blanc, Christophe Dugarry, Florian Maurice et Robert Pirès,. Hors France, le Sud-Africain Pierre Issa dispute cinq des douze matchs de sa sélection et ce sont soit des matchs amicaux soit des matchs du groupe 4 qualificatif à la Coupe d'Afrique des nations 2000.
Quatre autres joueurs sont susceptibles d'avoir été appelés en équipe nationale mais les sources traitant de leur sélection sont soit incomplètes soit basées sur l'année civile. Ainsi, il n'est pas à exclure que certaines sélections en 1998 puissent correspondre à la saison 1997-1998 et que certaines sélections en 1999 puissent correspondre à la saison 1999-2000. Le Ghanéen Arthur Moses est crédité de deux sélections en 1999, le Guinéen Titi Camara est crédité de trois sélections en 1998 ainsi qu'en 1999 et les Ivoiriens Cyril Domoraud et Tchiressoua Guel sont respectivement crédités de sept et six sélections en 1998 et de quatre sélections chacun en 1999,.

### Récompenses et distinctions

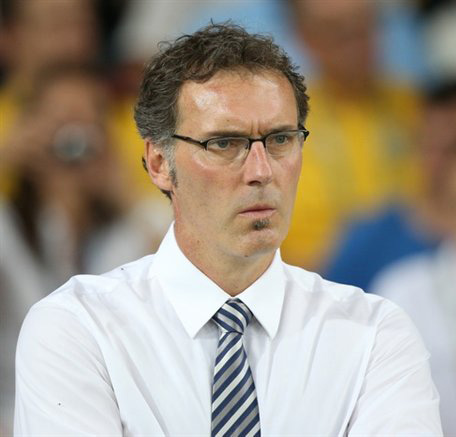
Laurent Blanc fait partie des cinquante nommés pour l'obtention du Ballon d'or.

La cérémonie du Ballon d'or 1998 a lieu le 22 décembre 1998 et elle a pour but d'élire le meilleur joueur de l'année au niveau mondial. Le défenseur Laurent Blanc fait partie des cinquante candidats et il se classe à la 14e place avec un total de onze points, le vainqueur étant Zinédine Zidane avec deux cent quarante-quatre points.
Au niveau national et depuis les années 1960, le magazine français France Football attribue chaque année divers prix récompensant les acteurs du football français ; les plus symboliques étant les distinctions de Joueur français de l'année et Entraîneur français de l'année. Si ces deux prix sont respectivement attribués en 1999 à l'attaquant bordelais Sylvain Wiltord et à son entraîneur Élie Baup, l'OM est primé par le biais de son défenseur William Gallas qui reçoit le prix d'Espoir français de l'année. Concernant les Oscars du football organisés par l'Union nationale des footballeurs professionnels depuis 1988, aucun Marseillais n'est primé.

## Faits marquants de la saison
L'Olympique de Marseille étant l'un des grands clubs français de football, il occupe une part non négligeable dans les médias et les analyses et commentaires de ces derniers. Ainsi sont présentés ici les faits marquants de la saison 1998-1999 de l'OM et dont certains sont devenus des parallèles de comparaison avec des cas similaires antérieures ou ultérieurs.

### Vice-champion et finale perdue
L'OM perd sur deux tableaux en peu de temps et il connaît une saison sans titres alors qu'il peut légitimement prétendre à en gagner. Une comparaison est établie avec la saison 1933-1934.
Concernant le fait des années 1930, le club phocéen est qualifié pour la finale de Coupe de France qui se tient le 8 mai 1934 contre le FC Sète. En parallèle, ces deux clubs occupent les deux premières places du championnat. Les Sétois ont joué l'ensemble de leur matchs et ils sont classés premiers avec un point d'avance sur l'OM à qui il reste trois rencontres à disputer. Les Olympiens s'inclinent 2-1 en finale puis ils perdent leurs trois matchs de Division 1 alors qu'un seul match nul aurait suffi pour être sacré champion. Le 10 mai 1934, les Phocéens s'inclinent 3-1 contre le CA Paris, le 13 mai 1934, ils perdent 6-1 contre l'Olympique lillois et enfin le 20 mai 1934, les joueurs marseillais sont défaits 4-2 contre l'Excelsior de Roubaix.
Dans le même registre, la première place échappe à l'Olympique de Marseille alors qu'il est un candidat au titre lors de la dernière journée des championnats 1938-1939 et 2008-2009. Toutefois, et à la différence de 1933-1934, les Phocéens n'ont pas leur destin en main lors des saisons 1938-1939, 1998-1999 et 2008-2009 puisqu'ils doivent espérer faire un meilleur résultat que leur concurrent.

### Lutte pour le titre avec Bordeaux
Le championnat 1998-1999 connait une main mise et un intense mano à mano entre les clubs de Bordeaux et de Marseille. La compétition compte 34 journées et la supériorité des deux équipes se symbolise par le fait que seule l'AS Monaco ravit la première place durant une journée à l'un des deux clubs. Ainsi, le FCGB occupe 19 fois le fauteil de leader et l'OM 14 fois. De plus, de la 8e journée au terme de la compétition, les deux premières marches du podium sont exclusivement acquises par ces deux équipes. Cette main mise s'établissant, le football français assiste à une course au titre à suspens,.
Sur les 17 matchs de phase retour, les Girondins et les Marseillais se croisent à huit reprises ; l'OM cédant sa première place à Bordeaux et inversement. Le club bordelais est premier le 12 décembre 1998 lors de la 18e journée. Il perd le match suivant contre l'AJ Auxerre pendant que l'Olympique de Marseille remporte sa rencontre, reprend la première place et la conserve jusqu'à la 21e journée. Les cinq journées suivantes connaissent le mano à mano le plus symbolique : Bordeaux occupe la première place pendant les 22e, 24e et 26e journées et Marseille l'occupe durant les 23e et 25e manches. Deux autres croisement interviennent lors de la 29e journée, favorable à l'OM, puis lors de la 32e journée, favorable à Bordeaux. Les deux clubs remportent chacun leurs deux derniers matchs donc Bordeaux garde son écart et il est sacré champion de France.
Lors du championnat 2008-2009, l'OM et les Girondins de Bordeaux se livrent de nouveau à une course au titre. Au fur et à mesure que la saison avance et qu'il apparaît comme une évidence que seul l'un de ces deux clubs gagnera le championnat, la presse et les observateurs du football établissent un parallèle avec la saison 1998-1999,.
En 2010, le magazine So Foot réalise un article sur le OM - Montpellier de la 3e journée et il estime que le mano à mano OM - Bordeaux est l'un des points qui explique que l'édition 1998-1999 soit l'une des plus mémorables de l'histoire du championnat de France.

### But d'Éric Roy refusé par l'arbitre Bruno Derrien

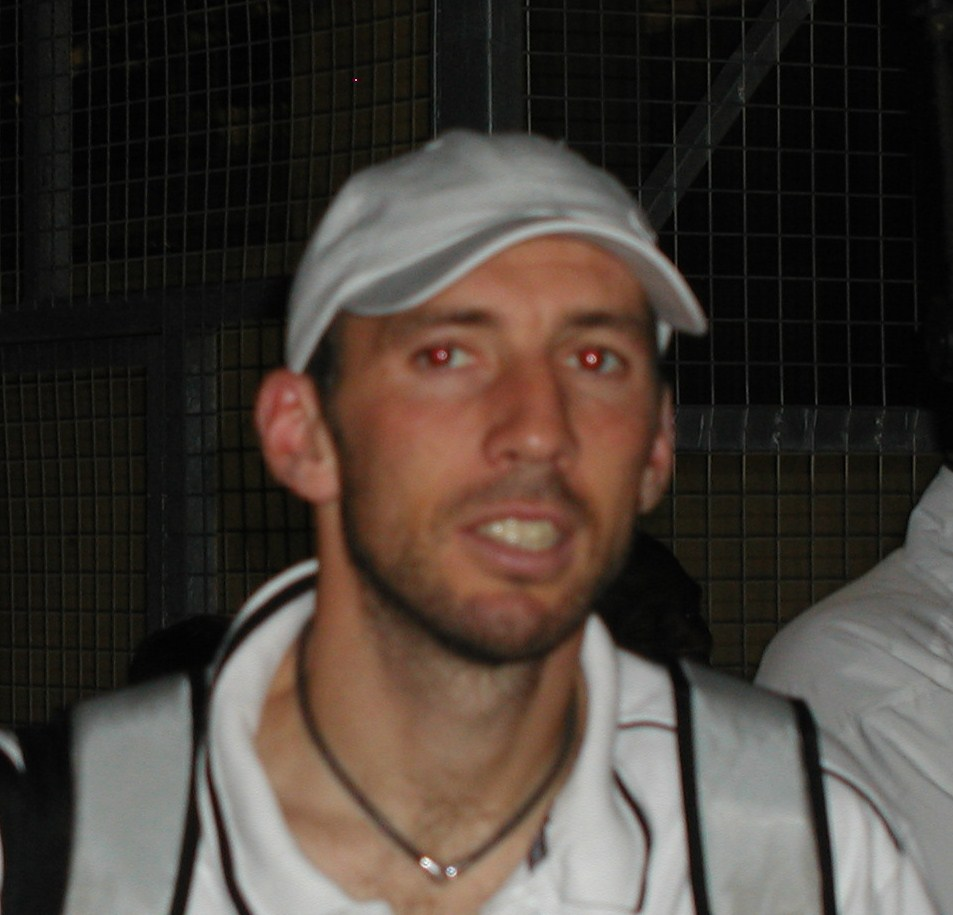
Éric Roy se voit refuser son tir au but valable par l'arbitre Bruno Derrien.

L'élimination de l'OM par le RC Lens en 16e de finale de Coupe de la Ligue est sujette à une vive polémique concernant le tir au but valable d'Éric Roy et non-validé par l'arbitre Bruno Derrien.
Les deux clubs réalisent un score de 1-1 à la fin du temps réglementaire et des prolongations et il s'ensuit ainsi une séance de tirs au but. Les trois premiers tireurs de chaque camp réussissent leur tir puis le lensois Pascal Nouma loupe sa frappe en envoyant le ballon au-dessus des cages du gardien Stéphane Porato. Éric Roy se présente afin de donner un avantage de 4-3 aux Marseillais, il effectue un tir puissant, le ballon heurte la barre transversale, rebondit derrière la ligne de but puis ressort des cages. À vitesse réelle, la décision n'est pas évidente et Bruno Derrien invalide le but en s'appuyant sur l'avis de son arbitre de touche qui ne se situe pas à la bonne place pour juger. La séance de tirs au but suit son cours et les Lensois se qualifient sur un score de 6-5. Cette erreur lui vaudra une suspension par la suite.
À la fin des années 2000, Bruno Derrien revient sur ce fait de jeu et il déclare : « Le lendemain, sur la route entre Caen et Quiberon [pour effectuer un stage de thalassothérapie avec les autres arbitres], j'ai écouté France Info, qui revenait tous les quarts d'heure sur mon erreur. Un enfer. En arrivant je tombe sur Bernard Tapie qui me lance [sur un ton humoristique] : « C'est pas un stage de thalasso qu'il te faut, mais un stage d'ophtalmo ! ». ».
Lorsque la FIFA officialise en juillet 2012 l'utilisation de la vidéo sur la ligne de but pour la Coupe du monde 2014 afin de clarifier les situations similaires, divers médias francophones dressent des listes des célèbres « buts fantômes » de l'histoire du football. Treize ans après et signe que cette erreur est restée en mémoire, le cas Bruno Derrien - Éric Roy est cité par exemple par les journaux français Ouest-France et Le Républicain lorrain, le journal belge 7sur7 ou le journal suisse La Tribune de Genève.

### Match PSG - Bordeaux de la dernière journée

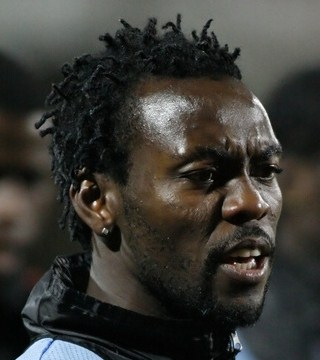
Pascal Feindouno marque le but qui offre le titre de champion aux Bordelais.

L'Olympique de Marseille est le champion virtuel à la 89e minute puisqu'il mène 1-0 contre le FC Nantes et que dans le même temps les Girondins de Bordeaux (FCGB) font match nul 2-2 contre le Paris SG. L'OM possède ainsi 71 points et les Girondins 70 points. Le bordelais Pascal Feindouno inscrit alors un 3e but pour son club, les scores des deux rencontres reste inchangés et le FCGB est sacré champion avec 72 points.
Nourrie par le contexte de la rivalité entre Olympique de Marseille et Paris SG, une polémique naît autour de la motivation des joueurs parisiens à maintenir ce résultat nul qui offrait le titre de champion à l'OM. Ainsi, ce PSG - Bordeaux de la dernière journée est devenu la référence française du match qu'une équipe laisse filer.
Deux points de vue s'opposent sur cette intention. Le point de vue marseillais notamment relayé par Rolland Courbis consiste simplement à affirmer que le Paris SG a fait exprès de perdre. Le point de vue parisien comme peut le représenter le site internet psgmag.net estime qu'au-delà de la rivalité, il n'y a rien de surprenant à ce que le Bordeaux 1998-1999 viennent s'imposer chez le PSG 1998-1999 qui a connu une saison médiocre. Il estime également que si le public parisien du Parc des Princes est naturellement favorable à ce que le titre soit remporté par Bordeaux, les joueurs n'expriment pas forcément un sentiment anti-marseillais aussi exacerbé.
Le 24 mai 2011, soit douze ans après les faits, Francis Llacer devient le premier joueur parisien à exprimer son avis. Il écoute le Moscato Show sur les ondes de la radio RMC, il décide de lui-même d'appeler le média et il déclare : « On n’était pas à 100 % motivé pour faire un résultat contre Bordeaux. Je n’étais pas le seul. Après, peut-être que cela a dû se voir chez moi plus que chez les autres… Étant vraiment frappé de l’empreinte du club et étant né à Paris, je voyais d’un meilleur œil le fait que le titre de champion aille aux Girondins de Bordeaux ». Le site internet d'Eurosport qui publie cette déclaration, revient également sur le scénario du match et il souligne le fait que sur l'égalisation parisienne d'Adaílton à 2-2 à la 77e minute, « jamais buteur n'avait connu pareille solitude, le stade et ses coéquipiers semblant ostensiblement lui en vouloir ! ». Le site estime également que le gardien parisien Bernard Lama est abandonné par sa défense pendant le reste du match et que cela favorise le 3e but bordelais.
Au cours du championnat 2011-2012, le cas PSG - Bordeaux 1999 est de nouveau mis en lumière lors de l'avant match entre l'OM et le Montpellier Hérault Sport Club (MHSC) comptant pour la 30e journée et se disputant le 11 avril 2012. Il s'agît d'un match en retard, le contexte est que le club montpelliérain est en duel avec le Paris SG pour l'obtention du titre de champion et qu'une victoire de Montpellier leur permettrait d'avoir trois points d'avance. Ainsi, la presse évoque l'« ombre du PSG - Bordeaux » sur ce match et les intentions supposées des Marseillais qui seraient amenés à perdre pour faciliter le parcours du MHSC et, à l'inverse, mettre des bâtons dans les roues du PSG. Si les supporters de l'OM ne font aucun doute sur leurs intentions d'appeler à la défaite de leur club, l'entraîneur Didier Deschamps ou le directeur sportif José Anigo tempèrent cet avis en déclarant qu'ils resteront professionnels,.

### Relation OM - Racing Club de Lens

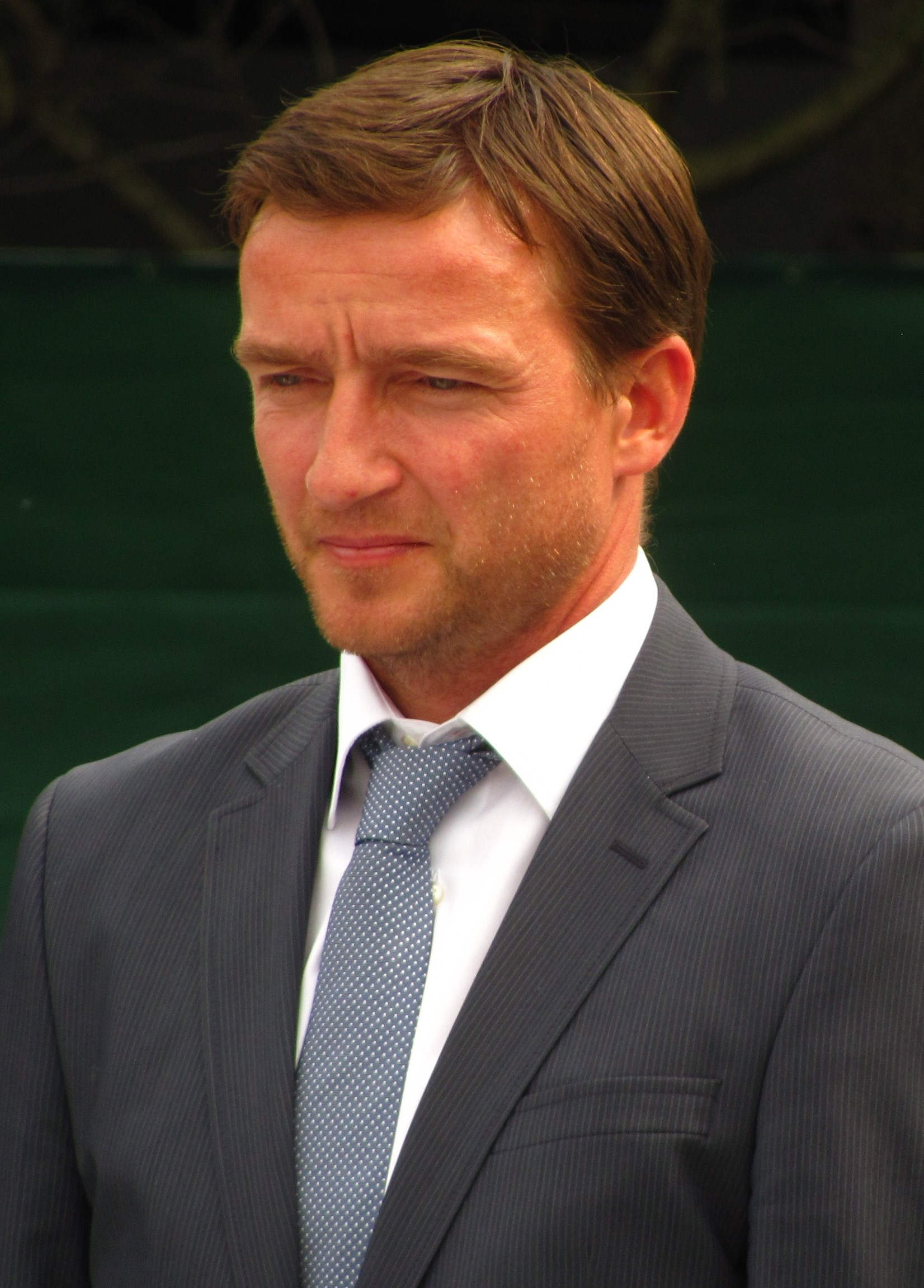
Vladimír Šmicer est un joueur de l'effectif du RC Lens en 1998-1999.

Éliminés par le Racing Club de Lens lors des deux coupes nationales, une mythologie apparaît depuis autour du club artésien en le considérant régulièrement comme la bête noire des Olympiens. Du point de vue du magazine OM Plus, donc d'un point de vue pro-OM, le RCL « serait comme à son habitude décidément bien déterminé face à l'OM » et ceci sous-entend que les Lensois jouent le « match de l'année » contre eux. À l'occasion de la défaite en Coupe de France, le journal belge Le Soir écrit dans son édition du 22 février 1999 : « Lens devient la bête noire des Marseillais, qui s'étaient déjà inclinés contre le club nordiste en Coupe de la Ligue ». Il s'avère que la défaite en Coupe de Ligue ouvre la porte à une série de neuf matchs sans victoires toutes compétitions confondues et qu'elle confortera cette vision des confrontations entre OM et RC Lens. La série dure quasiment trois ans jour pour jour avec cette 1re défaite le 10 janvier 1999, suivie de celle en Coupe de France et du match de phase retour de championnat et elle prend fin le 19 janvier 2002 avec une victoire à Lens par 0-1.
Cette victoire de janvier 2002 marque le début d'une série de sept matchs où l'OM ne perd qu'une fois puis les Lensois réalisent de nouveau une série de quasi invincibilité entre les saisons 2005-2006 et 2009-2010, le bilan étant d'une seule défaite en huit rencontres. Ainsi, la rhétorique de la notion de bête noire lensoise réapparait particulièrement lors de cette période et le club olympien utilise lui-même l'expression d'« une bête noire... sang et or » le 1er avril 2010 lors d'un article d'avant-match qui se soldera sur une victoire 1-0 de l'OM trois jours plus tard et qui clôturera cette nouvelle série en cours du RCL. Le journal Le 10 Sport réalise également un article ayant comme titre « Pourquoi Lens est la bête noire de l'OM ? » et il revient sur le bilan sportif très favorable des Lensois dans la seconde moitié des années 2000. Le joueur lensois Adil Hermach y confirme la notion de « match de l'année » pour le RC Lens en déclarant : « Quand on affronte Marseille, on est toujours motivé. Ça vient tout seul. ».

## Effectif professionnel de la saison

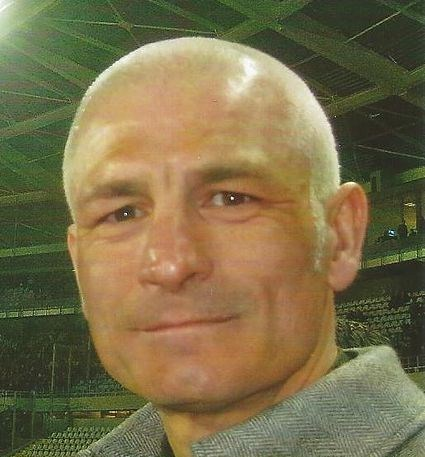
Fabrizio Ravanelli termine deuxième meilleur buteur du club avec quinze buts toutes compétitions confondues.

L'entraîneur de l'OM est Rolland Courbis et il est en poste depuis la saison précédente. L'effectif se compose de vingt-sept joueurs répartis en quatre gardiens de but, dix défenseurs, huit milieux de terrain et cinq attaquants. Parmi ces vingt-sept joueurs, dix-huit sont de nationalité française, six sont africains, deux sont européens et un est sud-américain.
Le groupe compte cinq footballeurs vainqueurs de compétitions internationales avec leur pays. Quatre sont champions du monde : Laurent Blanc, Christophe Dugarry, Andreas Köpke et Robert Pirès. Andreas Köpke fait partie de l'effectif de la RFA en 1990 mais il est gardien de but remplaçant et ne dispute ainsi aucun match. Laurent Blanc, Christophe Dugarry et Robert Pirès font partie des vingt-deux français sélectionnés par Aimé Jacquet et ils viennent d'être sacrés le 12 juillet 1998. Deux joueurs sont champions continentaux. Daniel Bravo, champion d'Europe avec la France en 1984 et Andreas Köpke, champion d'Europe en titre depuis sa victoire avec l'Allemagne lors de l'Euro 1996. À la différence de la Coupe du monde 1990, l'Allemand est le gardien de but titulaire et il dispute les six matchs de sa nation.
À l’échelle des clubs, quatre joueurs ont précédemment gagné une coupe d'Europe. Fabrizio Ravanelli est l'unique vainqueur d'une Ligue des champions et il marque le but de la Juventus de Turin lors de la finale 1995-1996 contre l'Ajax Amsterdam. Laurent Blanc, Daniel Bravo et Patrick Colleter ont gagné la Coupe des coupes. Le premier cité la gagne avec le FC Barcelone en 1996-1997 contre le Paris Saint-Germain et les deux autres cités ont remporté l'édition précédente avec le club parisien contre le Rapid de Vienne. Fabrizio Ravanelli est également vainqueur de la Coupe UEFA 1992-1993.

## Statistiques

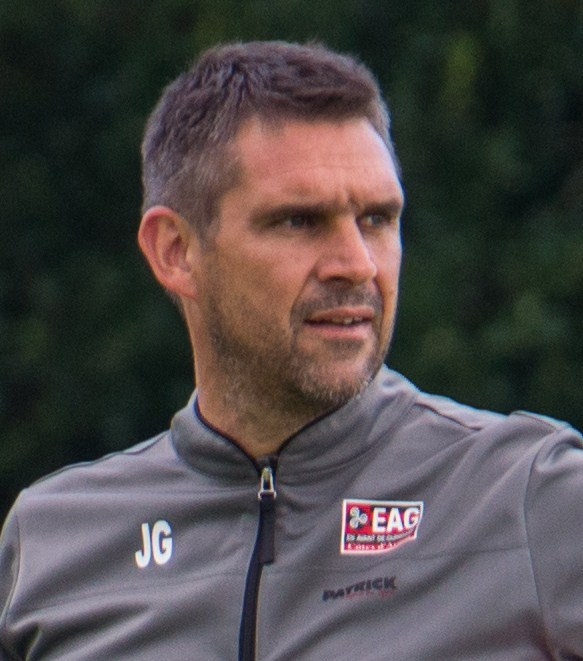
Jocelyn Gourvennec inscrit cinq buts toutes compétitions confondues.

L'Olympique de Marseille termine vice-champion de France et il totalise 71 points. Il s'agît de la huitième fois que le club termine à ce rang et les 71 points sont un record à ce moment-ci pour un second. Le capital de point est significatif puisque par exemple il est supérieur aux 68 points acquis par le champion lensois lors de l'édition précédente,.
Au classement général, l'OM signe vingt-et-une victoires en trente-quatre matchs soit la deuxième meilleure performance derrière les Girondins de Bordeaux et leurs vingt-deux succès. Les Phocéens sont la deuxième meilleure attaque, la meilleure défense et la deuxième meilleure différence de buts. Ils possèdent également le plus petit nombre de défaite avec cinq revers. À domicile, les Marseillais possèdent le deuxième total de points, la deuxième attaque, la troisième défense et la deuxième meilleure différence de buts. Ils sont aussi l'unique équipe à n'avoir connu aucune défaite dans son stade. À l'extérieur, les Olympiens possèdent le record partagé de total de points, la troisième attaque, la troisième défense et la troisième meilleure différence de buts. Ils ont avec Bordeaux le record de victoires à l'extérieur avec huit succès,,.
La plus large victoire et la plus large défaite en championnat interviennent sur un score de 4-0. Le score favorable est acquis au stade Vélodrome contre le FC Sochaux lors de la dixième journée et le score défavorable est subi contre le RC Lens au stade Félix-Bollaert au cours de la trentième journée. La plus grande série d'invincibilité dure quatorze matchs, dont huit victoires consécutives et la plus longue série sans victoire dure trois matchs, l'OM n'ayant jamais perdu deux rencontres successives.
Le club marseillais inscrit en championnat une moyenne de 1,65 but/match et il encaisse 0,82 but/match. À titre individuel, Florian Maurice et Fabrizio Ravanelli sont les deux meilleurs buteurs du club avec respectivement quatorze et treize buts. Ils sont classés cinquième et sixième au général et le bordelais Sylvain Wiltord est sacré meilleur buteur avec vingt-deux réalisations,.

## Affluence

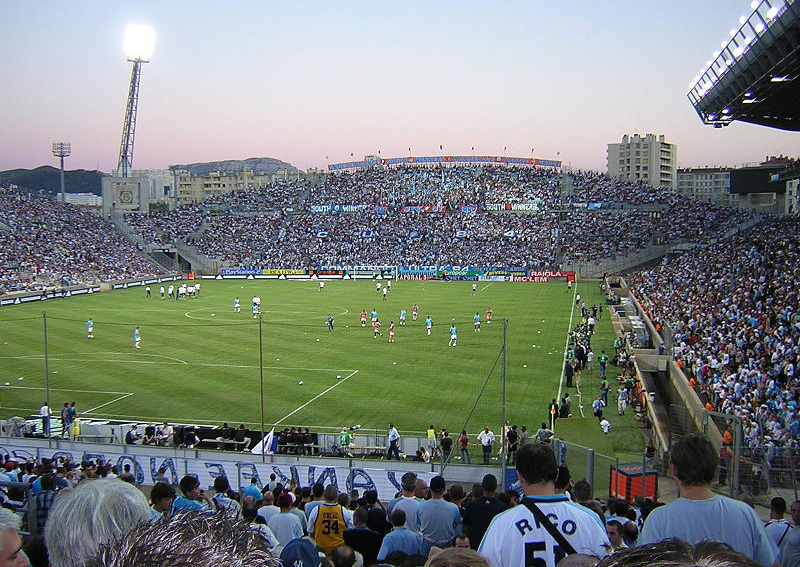
Le stade Vélodrome avec une affluence de 56 000 spectateurs lors d'OM - Lille en août 2004.

En terme d'affluence, l'Olympique de Marseille se classe premier dans quatre des cinq domaines pour lesquels des statistiques sont mises en place par les clubs et les instances du football français. Ces cinq domaines sont la meilleure affluence de la saison, l'affluence moyenne à domicile, l'affluence moyenne à l’extérieur, le taux de remplissage moyen à domicile et le taux de remplissage moyen à l'extérieur.
La meilleure affluence de la saison a lieu à l'occasion de la trente-et-unième journée de championnat. Il s'agit de la rencontre OM - Lyon du 30 avril 1999 et où se trouve 57 414 supporters. Plus globalement, les seize matchs disputés au stade Vélodrome constituent les seize meilleures affluences de la Division 1 puisque le nombre de spectateurs le plus faible est réalisé lors d'OM - Strasbourg avec 46 170 spectateurs et que dans le même temps, la meilleure affluence à domicile d'un autre club est celle du Paris SG avec 45 597 personnes présentes pour PSG - Monaco lors de la sixième journée.
845 342 personnes ayant assisté aux dix-sept rencontres de championnat, l'affluence moyenne de l'OM à domicile est de 49 726 spectateurs. Il s'agit de la meilleure moyenne à domicile devant celles du Paris SG (40 910) et du RC Lens (36 010). Il est à noter que lors de cette saison, l'affluence moyenne de l'OM à domicile n'est pas l'affluence moyenne du stade Vélodrome puisque le match de la vingt-neuvième journée contre Nancy s'est déroulé au stade de la Mosson de Montpellier. Ainsi, l'affluence réelle du stade Vélodrome se compte sur seize matchs et 822 036 personnes sont venus, donc l'affluence moyenne est de 51 377 spectateurs.
Concernant l'affluence moyenne à l’extérieur, le club marseillais se classe aussi premier. 25 259 personnes sont présentes en général dans les enceintes adverses lorsque l'OM y joue. La seconde affluence moyenne à l’extérieur est détenu par l'AS Monaco avec 25 105 spectateurs et les Girondins de Bordeaux détiennent la troisième performance avec 21 677 supporters.
Du point de vue du taux de remplissage, l'OM est situé à la troisième place à domicile avec une moyenne de 85,1 % derrière le RC Lens (87,3 %) et le PSG (86,3 %). À l'extérieur, le club olympien est situé à la première place avec un taux moyen de 88,2 %, suivent l'AS Monaco avec un taux de 81,8 % et le Paris Saint-Germain avec 73,6 %.

## Équipe réserve

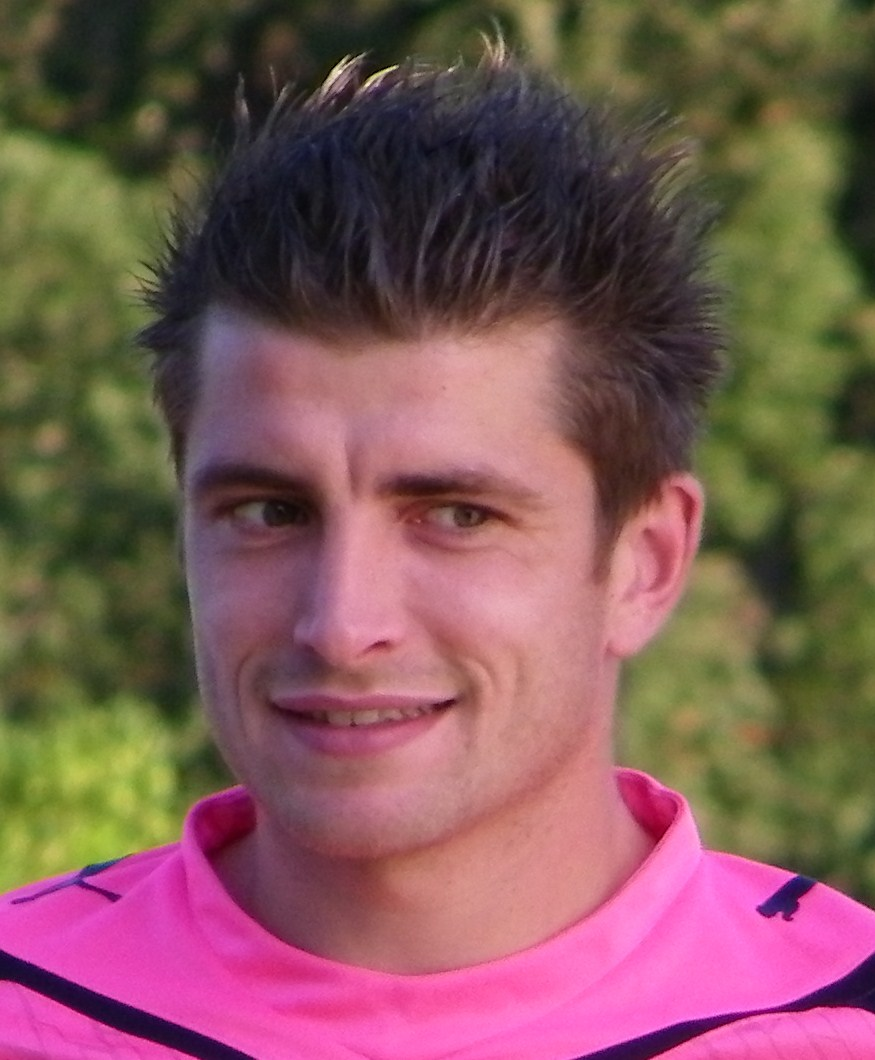
Cédric Carrasso fait partie de l'équipe réserve 1998-1999.

L'équipe réserve de l'Olympique de Marseille est entraînée par l'ancien olympien Bernard Casoni et elle évolue dans le groupe B du championnat de France amateur, le quatrième échelon national et plus haut échelon où peut évoluer une équipe réserve. La saison se termine à une huitième place avec un bilan de douze victoires, dix matchs nul et douze défaites. L'attaquant Guillaume Deschamps termine meilleur buteur de l'équipe grâce à seize réalisations.
Parmi les joueurs présents, Cédric Carrasso et Jacques Abardonado réalisent par la suite une carrière significative dans l'équipe première.
Cédric Carrasso dispute ses deux premiers matchs pro avec l'OM lors de la saison 2002-2003 et il devient le gardien titulaire lors de la saison 2006-2007, disputant les trente-huit rencontres du championnat. Il participe aux deux finales de Coupe de France 2005-2006 et 2006-2007 et il termine vice-champion de France 2006-2007. Jacques Abardonado est natif de Marseille et il dispute quarante-et-un matchs sous le maillot olympien entre 1998 et 2001. Il est apprécié des supporters car il est un joueur de caractère et un représentant de l'esprit marseillais au tournant des années 2000. Il reste également en mémoire des fans pour avoir marqué l'un des quatre buts de l'OM contre Paris en février 2000.
À l'inverse de ces deux joueurs, il y en a également qui connaissent une carrière remarquée sans avoir eu de rôle majeur dans l'équipe première de l'Olympique de Marseille. On peut citer par exemple, Seydou Keita, Benjamin Gavanon, Julián de Guzmán et Jairzinho Cardoso.
Le plus symbolique est le Malien Seydou Keita. En avril, il est élu meilleur joueur de la Coupe du monde des moins de 20 ans 1999 puis il participe à dix matchs de l'OM lors de la saison 1999-2000. Il joue plus tard pour le FC Barcelone entre 2008 et 2012 et il remporte notamment les Ligues des champions 2009 et 2011. Benjamin Gavanon joue trois rencontres avec l'OM entre 2000 et 2002 puis il évolue six saisons consécutives en première division de 2005-2006 à 2010-2011 (cinq saisons à Nancy et une à Sochaux). Julián de Guzmán et Jairzinho Cardoso ne jouent aucun match avec l'équipe première. Le premier est international canadien et compte plus de soixante-dix sélections ; le second ne devient jamais joueur professionnel mais il connait du succès en beach soccer puisqu'il est champion du monde en 2005 avec l'équipe de France où figure notamment Éric Cantona.